# 천연두
천연두는 천연두바이러스(variola major 바리올라 마요르[*]) 또는 작은마마바이러스(variola minor 바리올라 미노르[*]) 중 하나의 감염으로 발생하는 전염병이다. 천연두를 일으키를 바이러스의 속명이기도 한 라틴어 "바리올라(라틴어: variola)"는 "반점"을 의미하는 "바리우스(varius)" 또는 "뾰루지"를 의미하는 "바루스(varus)에서 유래하였다. 천연두는 영어로 그냥 pox라고만 불렀는데, smallpox 라는 말은 15세기 영국에서 매독을 great pox라고 부르면서 이와 구분하기 위해 처음 사용되었다. 천연두의 다른 표현으로는 적사병(死病, red plague)이 있다. 천연두 자연감염은 1977년 10월 26일 이후로 더 이상 보고되지 않고 있다. 한국에서는 역질(疫疾)이라고도 한다.
천연두 바이러스에 감염되면 증상이 몸으로 퍼지기 전에 우선 피부와 입, 목의 작은 혈관들부터 증상이 시작된다. 특유의 반구진 발진이 피부에 발생하고, 이 발진은 시간이 지나면서 유체가 채워진 수포가 된다. 바리올라 마요르 바이러스가 바리올라 미노르 바이러스보다 병의 증세가 훨씬 심각하여 치사율이 30 ~ 35%에 달한다. 바리올라 미노르는 마요르보다는 증세가 덜 심각하여, 소두창(小痘瘡, alastrim) 또는 작은마마(cottonpox, milkpox)라고 따로 일컫기도 했다. 작은마마는 치사율이 1% 정도이다. 바리올라 마요르 바이러스의 장기 합병증 중 대표적인 것은 소위 곰보라고 하는 특유의 상처로, 생존자의 65 ~ 85%는 곰보가 되었다. 곰보 외에도 각막궤양으로 인한 실명, 관절염 및 골수염으로 인한 사지 변형 등도 2 ~ 5% 꼴로 나타나는 합병증이었다.
천연두는 기원전 10,000년경부터 인간을 괴롭혀 왔다. 이집트 파라오 람세스 5세의 미라에서 농포성 발진이 발견된 것이 천연두의 가장 오래된 물적 증거로 생각되고 있다. 천연두로 유럽 지역에서만 18세기 이전까지 매년 400,000 명이 사망하였으며, 시각장애자 중 3분의 1은 천연두로 인해 시력을 잃은 사람들이었다. 감염자들 중 20 ~ 60%가 사망했고, 아동은 감염될 경우 80% 꼴로 사망했다. 천연두는 20세기에도 3억 ~ 5억 명이 사망하게 하였다. 1967년, 세계보건기구(WHO)는 그해 한 해 동안 1천 5백만 명이 천연두에 감염되었고 그 중 2백만 명이 사망했다고 발표했다.
19세기 ~ 20세기에 걸쳐 백신 접종이 이루어지면서 천연두 감염자는 크게 줄어들어 WHO는 1980년 천연두의 박멸을 선언했다. 천연두는 2011년 박멸된 우역과 함께 현재까지 인간이 박멸한 유일한 전염병이다.

## 분류
천연두에는 두 가지 임상적 형태가 있다. 바리올라 마요르가 더 흔하고 증상도 더 심각하여 엄청난 발진과 고열이 난다. 바리올라 미노르는 보다 덜 심각하고 유병률도 낮아서 치사율이 1퍼센트 또는 그 이하이다. 바리올라속 바이러스들의 무증상 감염도 보고된 바는 있지만 흔하지 않다. 또 예방접종을 받은 사람들에게서 바리올라 시네 데룹티오네(variola sine eruptione)가 나타나는 경우가 있다. 이 유형은 잠복기가 지나면 발진은 없고 열만 난다. 항생제 연구를 통해서만 감염 여부를 확인할 수 있으며, 바이러스 분리로도 확인할 수는 있지만 확인 성공률이 매우 드물다.

## 징후 및 증세

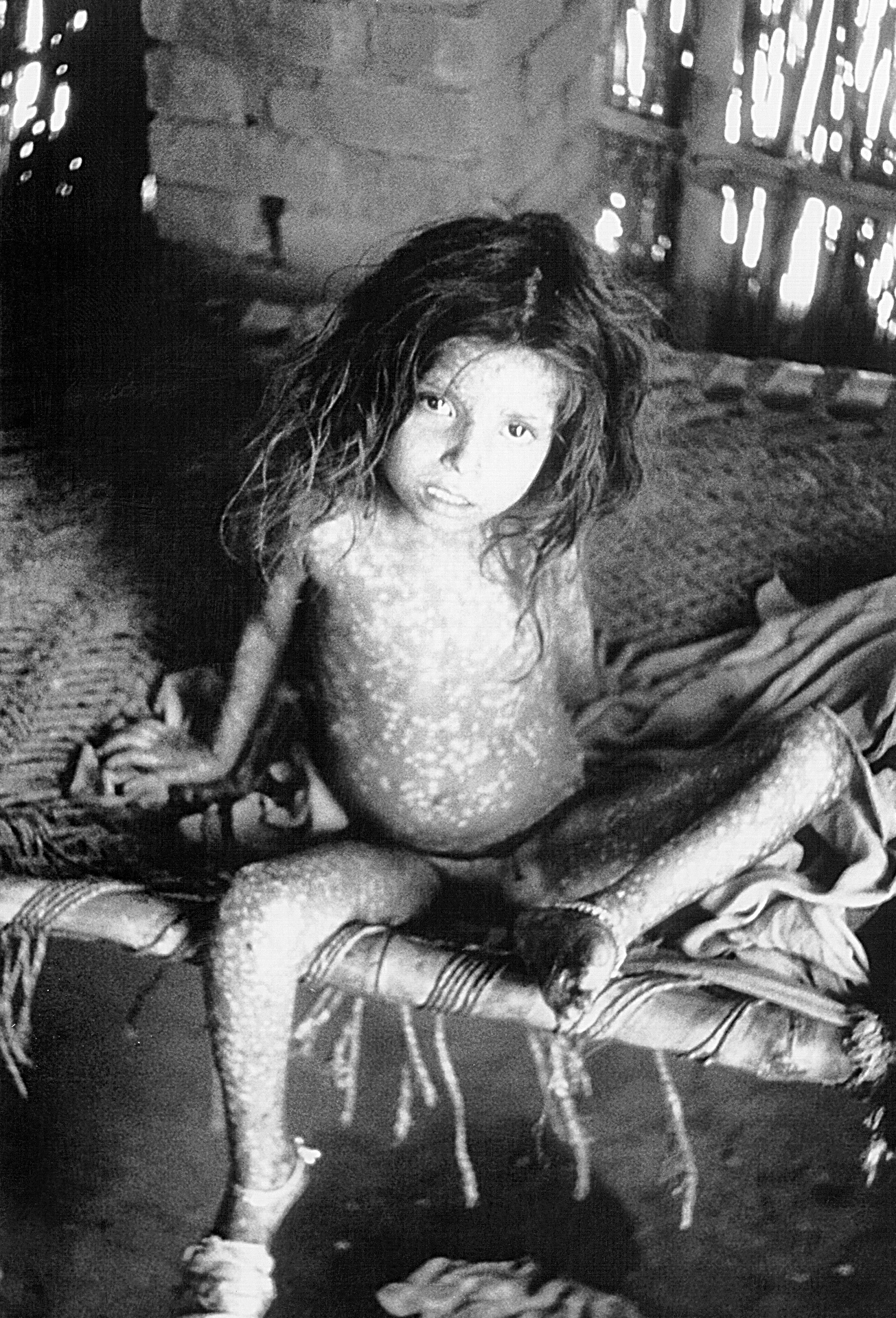
보통 유형 천연두(바리올라 마요르)에 감염되어 발진이 난 아동

병원체에 접촉하고 나서 명백한 증상이 처음으로 나타나기까지 잠복기는 12일 정도이다. 일단 흡입된 바리올라 마요르 바이러스는 구강인두(입과 목구멍) 또는 호흡계 점막을 통해 체내에 침공, 림프절로 옮겨가서 증식을 시작한다. 이 최초 성장기에 바이러스는 세포에서 세포로 옮겨 다니는 것처럼 보이다가, 12일 정도가 지나면 그동안 감염당했던 세포들이 용해를 일으키고 혈류 속에서 바이러스가 대량으로 검출되기 시작한다(이를 바이러스혈증이라고 한다). 그리고 지라, 골수, 림프절에서 두 번째 증식이 일어난다. 최초 증상 또는 전구 증상은 섭씨 38.3도 이상의 발열, 근육통, 불안감, 두통, 탈진 등으로서 다른 호흡기 질환, 예컨대 독감이나 감기와 유사하다. 소화관이 감염된 경우가 흔하며 이럴 때는 욕지기와 구토, 요통이 뒤따른다. 이 시기를 전구증기 또는 발진전기라 하며 보통 2 ~ 4일 동안 이 단계가 지속된다. 12 ~ 15일째가 되면 가시적인 병변이 최초로 나타나기 시작한다. 입, 혀, 구개, 목구멍 등의 점막에 작고 붉은 반점이 나타나는데 이를 점막진이라고 한다. 열은 거의 정상 수준으로 떨어진다. 점막진은 빠르게 커지면서 파열되어 타액 속에 대량의 바이러스를 내놓는다.
천연두 바이러스는 피부 세포를 우선적으로 공격하며, 이로 인해 특유의 뾰루지(pimple)가 나타나며, 이를 반(macule)이라고 한다. 점막에 점막진이 나타나고 24 ~ 48시간 내에 피부에 발진이 일어나기 시작한다. 보통 이마에 반이 가장 먼저 나타나고, 얼굴 전체, 사지말단, 몸통, 사지의 나머지 부분 순서로 빠르게 퍼진다. 더 이상 새로운 발진이 일어나지 않기까지 이 과정은 불과 24 ~ 36시간 안에 일어난다. 이 시점에서 천연두 바이러스 감염은 여러 다른 형태로 발전할 수 있으며, 이를 라오 분류법에 의해 보통 유형(ordinary), 완화 유형(modified), 악성 유형(malignant) 출혈 유형(hemorrhagic)의 네 가지 유형의 천연두로 분류한다. 역사적으로 천연두의 치사율은 30% 정도였는데, 특히 치명적인 것은 악성 천연두와 출혈성 천연두이다.

### 보통 천연두
예방접종을 맞지 않은 사람에게 발생하는 천연두의 90% 이상은 보통 유형으로 분류되었다. 보통 유형의 천연두의 경우, 발진이 나타나고 이틀째가 되면 반이 구진(papule)으로 변한다. 사흘째 또는 나흘째가 되면 구진이 유백색 유체로 채워지면서 수포(vesicle)가 된다. 이 유체가 24 ~ 48시간 안에 불투명해지고 탁해지면서 수포는 농포(pustule)가 된다. 다만 이 소위 농포는 고름이 아니라 조직 잔해로 채워져 있다.
여섯째에서 일곱째 날이 되면 모든 피부 발진이 농포로 변한다. 일곱째에서 열째 날이 되면 농포가 무르익어 최대 크기에 도달한다. 농포는 모양이 둥글고, 가장자리가 날렵하며, 팽행하고, 만지면 단단하다. 농포는 진피에 뿌리를 박고 있기 때문에 피부에 작은 구슬들을 달고 있는 느낌이 난다. 농포에서 유체가 서서히 유출되고, 2주 정도가 지나면 농포들이 파열하고 마르기 시작해 딱지(crust)를 형성한다. 16 ~ 20일째가 되면 모든 발진이 딱지가 되고 떨어지기 시작하면서 피부에 탈색된 흉터를 남긴다.
보통 유형 천연두는 대개 이산적 발진을 만들어내고, 피부의 농포들이 각각 떨어져 존재한다. 발진의 분포는 얼굴, 사지, 몸통 순서대로 밀도가 높으며 사지는 몸에 가까운 쪽보다 말단에 가까운 쪽이 밀도가 높다. 손바닥과 발바닥에도 대개 발진이 만들어진다. 때로는 수포들이 서로 합쳐져 융합성 발진을 만들어내기도 한다. 융합성 발진은 피부 층을 아래의 살덩이에서 떨어지게 만든다. 융합성 천연두를 앓게 된 환자는 보통 모든 발진이 딱지로 변한 뒤에도 병세가 유지된다. 한 사례 일련 연구에서는 융합성 천연두의 치사율은 62%에 달했다.

### 완화 천연두
그 상태 발전의 급속함이 특징인 완화 유형 천연두는 대부분 예전에 예방접종을 받았던 사람들에게서 나타난다. 이 유형의 천연두도 전구증상이 나타나지만 보통 유형에 비하면 훨씬 덜 심하다. 발진이 나타나는 동안에도 발열이 없다. 피부 발진의 개수도 적고 보다 빨리 형성되고 뿌리도 깊지 않다. 또 보다 흔한 천연두의 일정한 특징이 나타나지 않을 수도 있다. 완화 천연두가 사람을 잡을 정도로 치명적인 경우는 매우 드물다. 완화 천연두는 수두와 혼동되는 경우가 잦다.

### 악성 천연두
악성 천연두의 경우, 보통 천연두였으면 수포가 형성될 때도 발진이 수포가 되지 않고 붉은 반점으로 남아 있다. 어째서 일부 사람들에게 악성 천연두가 나타나는지는 아직 밝혀지지 않았다. 역사적으로 악성 천연두는 전체 천연두 감염 사례의 5 ~ 10%이며, 그 감염자의 절대다수(72%)는 아동이었다. 악성 천연두는 3 ~ 4일간의 극심한 전구증상을 동반하며, 고열이 지속되고 치명적인 독소혈증 증세를 나타낸다. 혀와 구개에 발진이 매우 광범하게 나타난다. 피부 발진은 서서히 성숙하여 7 ~ 8일 정도가 되면 평평해져서 피부 속에 묻힌 것 같은 꼴이 된다. 보통 천연두와 달리 악성 천연두의 수포는 유체가 거의 없고, 만져보면 매우 부드럽다. 또 수포에서 출혈이 있을 수 있다. 악성 천연두는 거의 모든 경우 사망에 이를 정도로 치명적이다.

### 출혈성 천연두

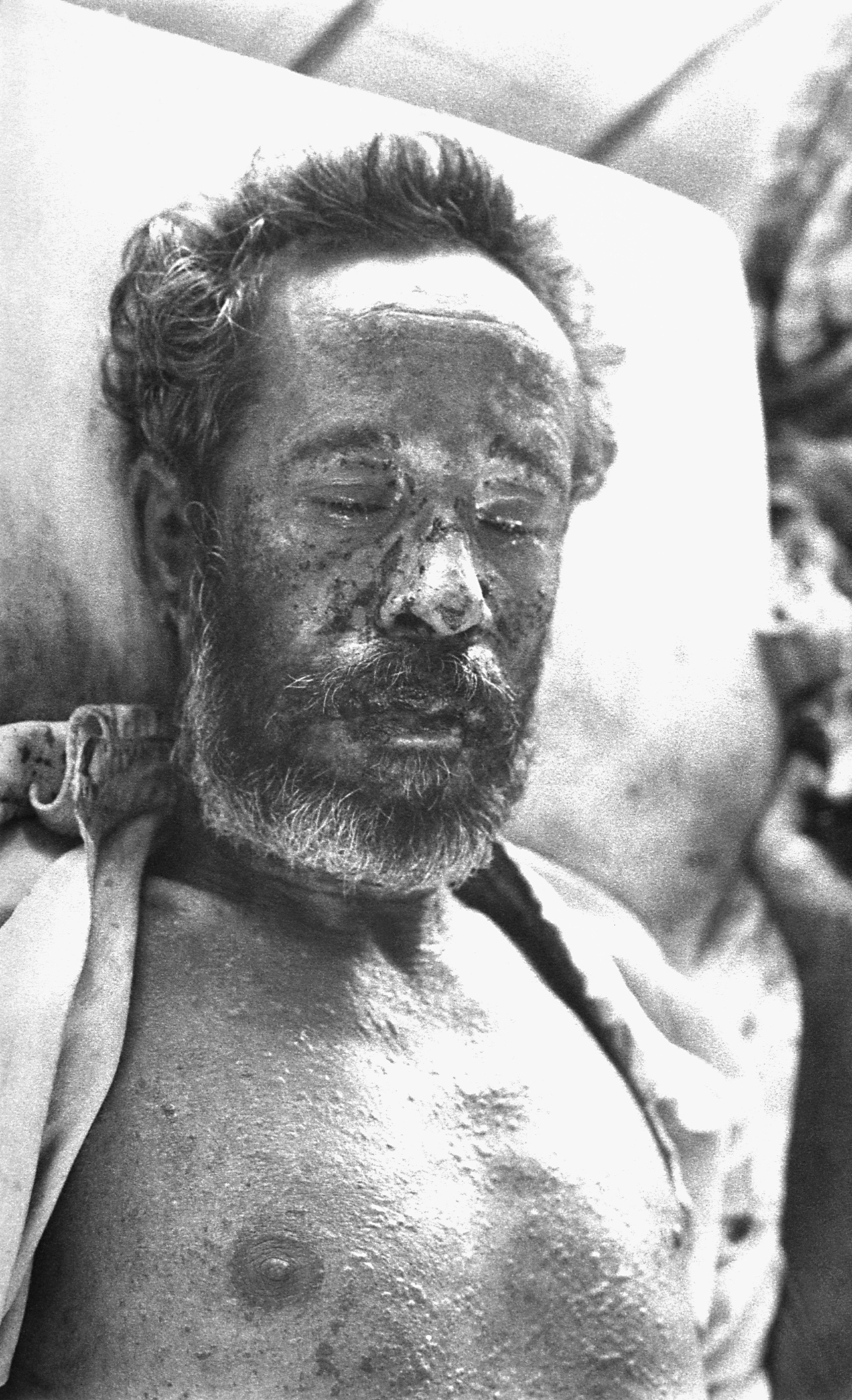
심각한 출혈성 천연두를 앓고 있는 남자.

출혈성 천연두는 피부, 점막, 소화관에 광범한 내출혈을 동반하는 심각한 천연두 유형이다. 출혈성 천연두는 전체 천연두 감염 사례의 약 2% 정도였으며, 대부분 성인에게 발병했다. 출혈성 천연두의 발진은 수포를 형성하지 않고 부드러운 상태로 남아 있다. 대신 피부 아래로 출혈이 일어나서 마치 새까맣게 탄 것처럼 검은색을 띤다. 그래서 이 유형의 천연두를 검은마마(black pox)라고도 했다.
감염 초기, 또는 전격형(fulminating) 출혈성 천연두는, 감염 이틀째 내지 사흘째가 되면 결막하 출혈로 인해 눈의 흰자위가 심홍색이 되면서 출혈이 확인된다. 출혈성 천연두는 어스름한 홍반, 점상출혈 및 비장, 신장, 장막, 근육에 출혈을 일으키고, 드물지만 외심막, 간, 고환, 난소, 방광에도 출혈을 일으킨다. 환자는 보통 감염 5 ~ 7일째 경미해 보이는 피부 발진만을 남기고 갑자기 죽는다. 전격형 출혈성 천연두는 8 ~ 10일 정도 생존한 환자들에게서 나타났다. 발진 초기에 출혈이 나타나며, 발진은 도드라지지 않고 평평하고 수포 단계 이상 발달하지 않는다. 출혈성 천연두 초기 환자는 혈중 응고인자(e.g. 혈소판, 프로트롬빈, 글로불린)가 감소하고 안티트롬빈이 증가한다. 말기 환자는 확연한 혈소판감소증을 나타내지만 응고인자 감소는 덜 심하다. 말기 단계에서는 안티트롬빈 증가도 나타났다. 천연두 유형의 병독성에 따라 이 유형의 천연두는 치명적 천연두 감염 사례의 3 ~ 25% 정도로 잡힌다. 출혈성 천연두는 대개 사망에 이를 정도로 치명적이다.

## 원인

### 병원체
천연두는 두창바이러스과(Poxviridae 폭스비리다에[*]) 코르도두창바이러스아과(chordopoxvirinae 코르도폭스비리나에[*]) 오르토두창바이러스속(Orthopoxvirus 오르토폭스비루스[*])에 속하는 천연두바이러스(variola 바리올라[*])에 감염되어 발병한다.
천연두의 출현 시기는 확립되어 있지 않다. 가장 가능성 있는 설에서는 68,000년 전에서 16,000년 전 사이에 설치류 바이러스에서 진화한 것으로 생각한다. 추정 범위가 매우 넓은 것은 분자시계를 보정하는 데 사용된 기록들이 서로 다르기 때문이다. 바리올라 마요르(임상적으로 더 심각한 천연두)의 분기군이 기원후 400년~1600년 사이에 아시아에서 확산되었고, 소두창 바이러스의 분기군이 서아프리카의 조상 계통에서 분화하여 미주 대륙에 나타난 것이 6,300년 전~1,400년 전이다. 소두창 분기군은 최소 800년 전에 두 개의 하위 분기군으로 분화했다. 또다른 추정에서는 천연두가 4,000년 전~3,000년 전에 타테라두(Taterapox)에서 분리되었다고 비정한다. 이는 인간 질병으로서 천연두가 출연한 것이 비교적 최근의 사건이라는 뜻으로서 고고학적 및 역사적 증거들과 일치한다. 그러나 천연두바이러스의 돌연변이 속도가 단순포진바이러스와 비슷한 수준이라고 가정하면 분화 시기는 50,000년 전 쯤으로 추산된다. 이것은 처음 언급한 추산과 일치하는데, 이는 고고학적 및 역사학적 증거가 매우 불충분함을 시사한다. 바이러스들의 돌연변이 속도의 보다 정확한 측정이 필요하다.
천연두바이러스는 커다란 벽돌모양 바이러스로, 그 크기는 302 ~ 350 nm × 244 ~ 270 nm 정도이다. 유전물질은 단일선형 이중가닥 DNA로서 게놈 염기쌍은 186개이며 가닥의 양 끝에 헤어핀 루프가 있다. 천연두의 고전적인 두 변종은 바리올라 마요르(variola major)와 바리올라 미노르(variola minor)이다.
인간에게 감염되어 질병을 일으키는 오르토두창바이러스는 천연두, 바키니아, 우두, 원두의 4가지이다. 천연두바이러스는 자연상에서 인간에게만 감염되지만 실험실 환경에서 유인원을 비롯한 다른 동물들에게도 감염이 성공한 바 있다. 바키니아, 우두, 원두는 자연상에서 동물과 인간에게 모두 감염된다.
여러 두(痘)바이러스들은 복수의 감염 형태를 가지고 있고 세포 침입 기작도 서로 달라 그 생활사가 복잡하다. 두창바이러스들은 DNA 바이러스들 중에서도 특이한 종류로, 숙주세포의 세포핵이 아닌 세포질에서 복제가 일어난다. 유전물질 복제를 위해 두창바이러스들은 다른 DNA 바이러스들은 만들지 않는 다양한 특화 단백질을 만들어낸다. 그 중 가장 중요한 것은 DNA 의존 RNA 중합효소이다.
천연두 비리온은 외피가 있든 없든 모두 감염성이다. 외피는 변형된 골지막으로 만들어져 있으며, 헤마글루티닌을 비롯한 여러 바이러스 특유의 폴리펩티드를 품고 있다. 바리올라 마요르와 바리올라 미노르 중 어느 한 쪽에 감염되었다가 생존했다면, 다른 한 쪽에 대한 면역도 함께 가지게 된다.

### 전염
천연두는 천연두바이러스를 흡입하면 전염된다. 주로 입이나 코를 통한 비말감염, 감염자에게 인두점막감염이 일어난다. 천연두는 대개 감염된 사람과의 지속적인 대면접촉을 통해 사람과 사람 사이에 전염되며, 보통 그 위험반경은 감염자 주위 6 피트(1.8 미터) 정도이다. 그러나 감염된 체액이나 침구·의복 따위 오염된 물체(비생체 접촉매개물)에 의해 원거리 감염도 일어날 수 있다. 드물지만 건물, 버스, 열차 등의 폐쇄적 환경에서 공기를 매개로 바이러스가 전파된 적도 있다. 천연두바이러스는 태반을 통과할 수 있으나 선천적 천연두의 발생정도는 상대적으로 낮은 편이다.
천연두는 전구증상 단계에서는 크게 전염성이 강하지 않으며, 바이러스 발산도 구강과 인두에 병변을 동반한 발진이 일어날 때까지 미루어진다. 바이러스는 질병이 진행 중인 전 과정에 걸쳐 전염될 수 있으나, 발진이 처음 일어나는 1주일간 대부분의 피부 발진이 그 형태가 보존되어 가장 전염성이 강하다. 7 ~ 10일 뒤 발진 위로 딱지가 형성되면 전염성은 수그러들기 시작하지만 그래도 그 환자는 최후의 천연두 딱지가 떨어질 때까지 전염성을 지니고 있다.
천연두는 전염성이 매우 높지만 다른 바이러스성 질병들과 비교해 비교적 느리게 전파되고 전파 지역도 넓지 않다. 그 이유는 전염되기 위해서 발진이 나타난 이후의 근접 접촉이 필요하기 때문으로 추측된다. 또 감염기간이 짧다는 점도 총 전염율에 영향을 미친다. 온대기후 지역에서는 천연두 감염이 겨울과 봄철에 가장 많이 일어났으며, 열대기후 지역에서는 계절별 편차가 눈에 띄지 않고 거의 일년 내내 천연두가 유행했다. 천연두 환자의 나이 분포는 획득면역에 의존한다. 예방접종으로 얻은 면역력은 시간이 지남에 따라 감소하여 대략 30년 안에 사라진다. 천연두가 곤충이나 동물을 통해 전파될 수 있는지, 또 무증후성 보균자는 없는지 여부는 밝혀지지 않았다.

## 진단
천연두의 진단은 섭씨 38.3도 이상의 급성 발열 및 그 이후 발생하는, 다른 명백한 이유가 없는 수포성 또는 농포성 발진의 확인으로 이루어진다.
현미경으로 보면 두창바이러스는 특유의 세포질 봉입을 나타낸다. 가장 중요한 것은 소위 과리네리체로서 이곳이 바이러스 복제의 장소가 된다. 과리네리체는 헤마톡실린 및 에오신을 염색하는 생체조직검사에서 쉽게 확인될 수 있으며 분홍색 얼룩처럼 보인다. 과리네리체는 모든 두창바이러스 감염증에서 발견되지만 과리네리체의 부재가 곧 천연두가 아님을 확정할 수 있는 근거는 될 수 없다. 농포 속의 유체나 딱지를 전자현미경 검사해 보면 오르토두창바이러스 감염을 빠르게 진단할 수 있다. 그러나 모든 오르토바이러스들은 전자현미경으로 보았을 때 모두 똑같은 벽돌모양 비리온을 나타낸다.
실험실에서는 미리 정의된 온도 환경에서 닭의 배아 장요막에 바이러스를 배양시키고 그 결과 발생한 마맛자국 발진을 검사함으로써 천연두바이러스를 확정적으로 확인할 수 있다. DNA 가닥은 폴리메라아제 연쇄반응(PCR) 및 제한효소 단편 다형성(RFLP) 분석을 통해 특징지을 수 있다. 혈청학 검사와 효소연결 면역흡착측정법(ELISA)에서는 천연두바이러스 특유의 항면역 글로블로빈과 항원을 검사함으로써 천연두 감염 여부의 진단을 도울 수 있다.
수두가 천연두와 매우 흔히 혼동되곤 했다. 수두와 천연두는 다양한 방법으로 구분할 수 있다. 천연두와 달리 수두는 대개 손바닥과 발바닥에 발진이 나지 않는다. 또 수두는 농포마다 수포 분출 시기가 달라서 농포의 크기가 농포마다 제각각이지만 천연두는 바이러스의 효과가 보다 일정하게 진행되어 농포들의 크기가 거의 모두 똑같다. 천연두로 의심되는 감염사례가 사실 수두인지 아닌지 구분하는 다양한 실험실 방법들이 마련되어 있다.

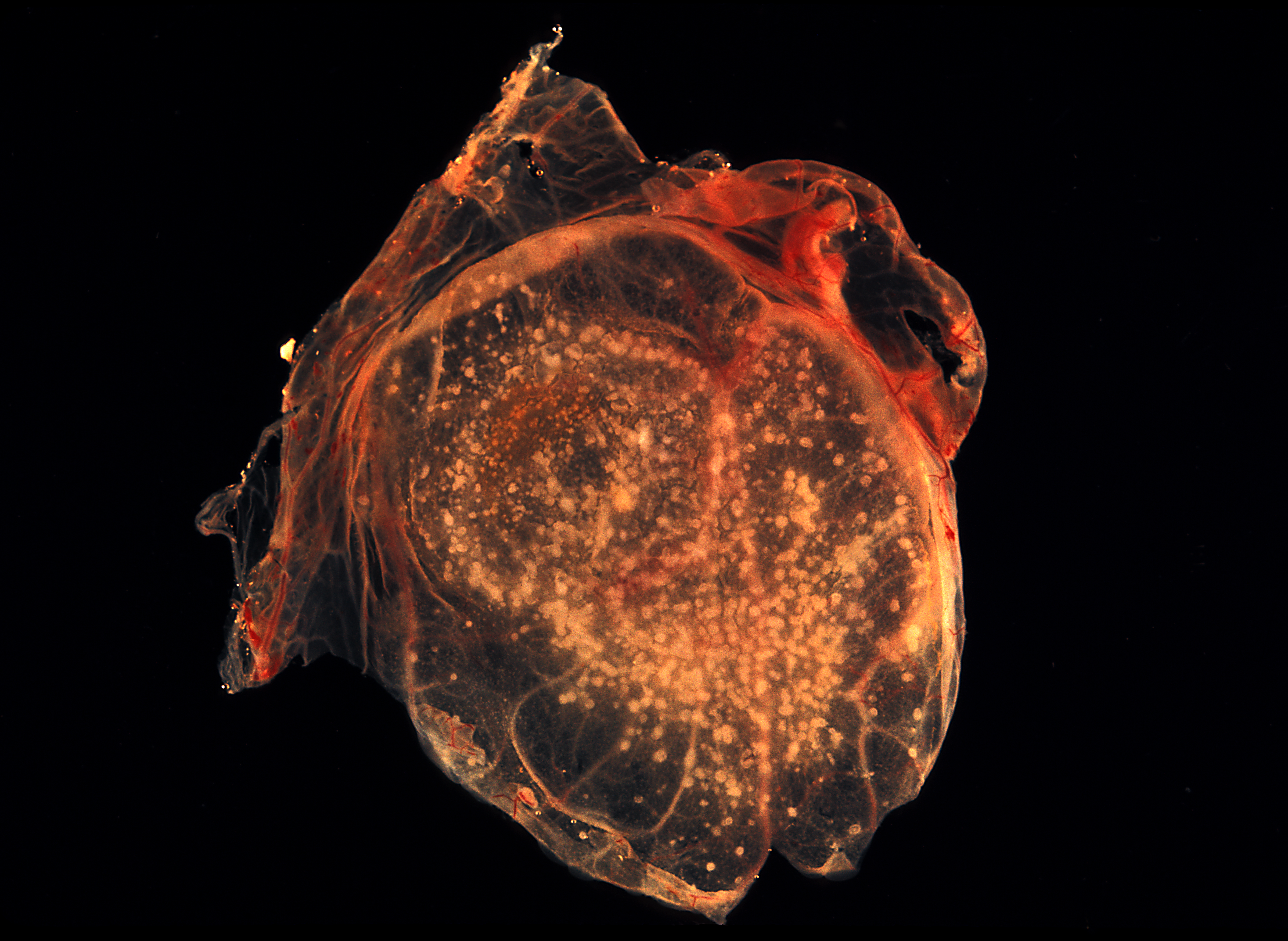
닭 배아의 장요막에 발생한 천연두 발진.
천연두는 몸통보다 사지에 발진이 더 많고, 수두는 반대로 사지보다 몸통에 발진이 더 많다.
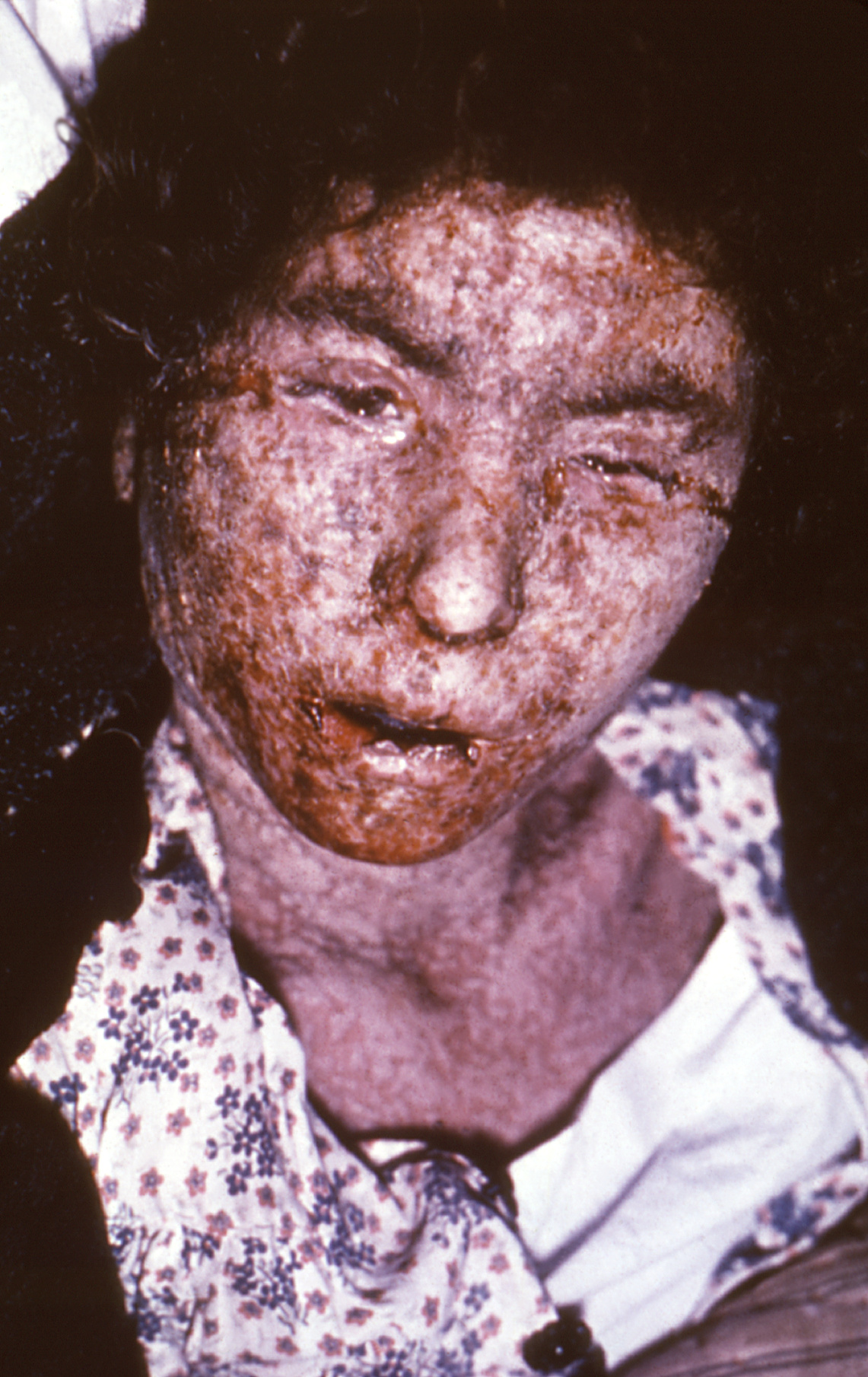
이 이탈리아인 여성 천연두 환자의 피부에서 천연두 말기 특유의 반구진 흉터를 알아볼 수 있다. 1965년 촬영.

## 예방

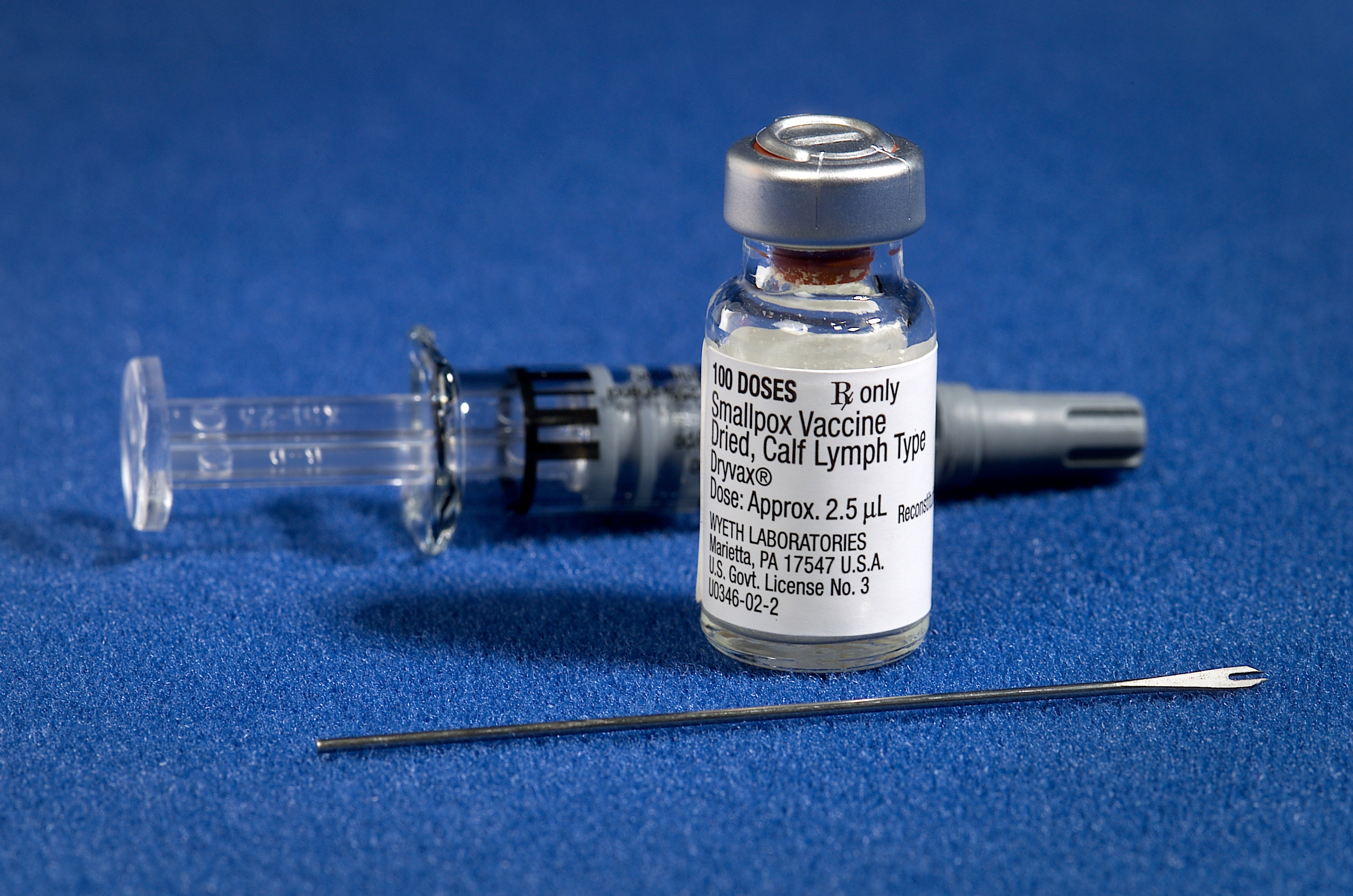
오늘날의 천연두 예방접종 키트. 희석액, 바키니아 왁친 병, 분지침 등의 구성요소가 있다.

천연두를 예방하기 위한 최초의 시도는 천연두 환자의 딱지 따위 감염물질에 피부를 접촉시키는 인두법(variolation)이다. 유럽과 접촉하기 이전의 인도, 아프리카, 중국에서 인두법이 이루어진 것으로 보인다. 다만 고대 산스크리트 의학서적에서 인두법을 설명한 것이 거의 없기 때문에 인도 기원설은 문제가 있는 편이다. 중국의 인두법 사례는 10세기 후반부터 쉽게 찾아볼 수 있으며, 16세기 명나라때 매우 널리 사용되었다. 인두법이 성공하면 천연두에 대한 지속적 면역을 얻을 수 있다. 그러나 천연두바이러스에 감염시키는 것이기 때문에 심각한 감염증이 나타날 수 있으며, 인두법을 시술받은 자가 다른 이에게 천연두를 옮길 수도 있었다. 인두법의 치사율은 0.5 ~ 2%로, 천연두의 치사율 20 ~30%보다는 훨씬 낮다고 볼 수 있다.
메리 워틀리 몬태규는 오스만 제국에 머물면서 인두법을 관찰하고 이를 서간에 상세히 기록했다. 그녀가 잉글랜드로 귀환한 1718년 이래 인두법은 폭발적으로 시술되었다. 1721년, 코튼 매더와 동료들이 보스턴에서 수백 명에게 인두법을 시술하여 물의를 빚었다. 1796년, 잉글랜드의 농촌지역인 글로스터셔주 버클리 읍의 의사 에드워드 제너가 우두 발진에서 나온 물질이 인두법과 같은 면역효과를 낼 수 있다는 사실을 발견했다. 같은해 5월 14일에 18세 제임스 핍스에게 우두를 접종하였고, 7월1일에 다시 우두를 재차 접종하여 천연두에 대한 면역이 생겼음을 확인하였다.
우두바이러스는 천연두바이러스와 같은 과에 속하는 두창바이러스의 일종이다. 제너는 자신의 접종에 사용된 물질을 백신(vaccine)이라고 불렀다. 어근 바카(라틴어: vacca)는 라틴어로 암소를 뜻한다. 백신 접종은 인두법보다 훨씬 안전했으며 천연두 전염의 위험도 없었다. 백신을 접종하는 종두법(vaccination)은 곧 전세계로 퍼져나갔다. 19세기에 종두법에 사용되는 우두바이러스가 바키니아바이러스로 대체되었다. 바키니아는 우두바이러스 및 천연두바이러스와 같은 과에 속하지만 유전적으로 두 바이러스와 모두 구분된다. 바키니아 바이러스의 기원과 이것이 백신 효과를 내는 경위는 아직 밝혀지지 않았다.

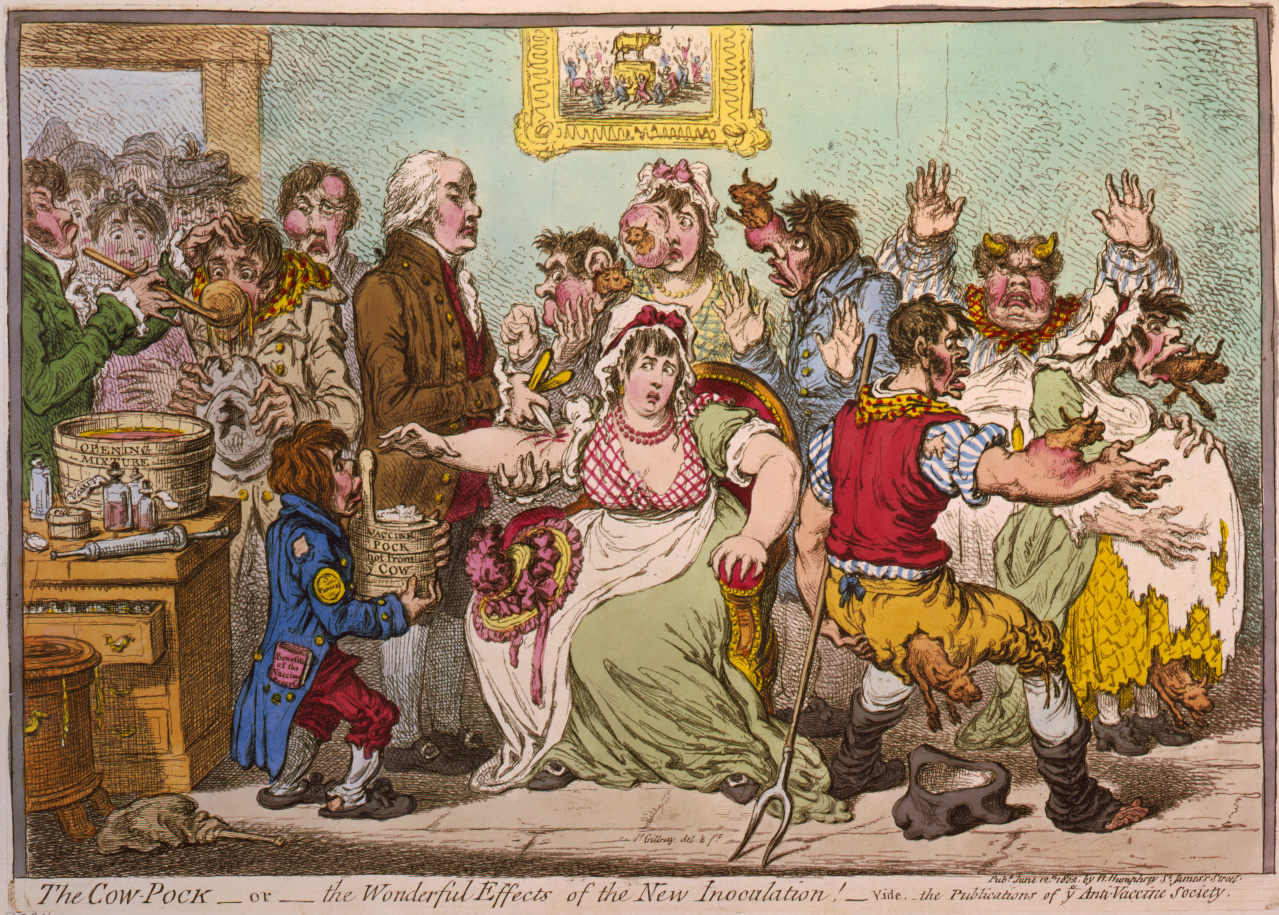
에드워드 제너의 종두법을 둘러싼 논란을 보여주는 1802년 만화. 우두를 이용한 종두 백신 때문에 환자들이 소로 변하는 모습을 보여준다.

현재 천연두 백신은 감염성 바키니아 바이러스의 생바이러스로 만들어진다. 두갈래가 진 분지침을 백신 용액에 담그고, 피부(대개 상완부)를 수 초에 걸쳐 수 번 찌른다. 접종이 성공하면 침을 맞은 자리에 3 ~ 4일 이내로 붉고 가려운 돌출부가 돋아난다. 접종 1주차에 돌출부는 고름이 가득찬 커다란 농포를 형성하고, 마르기 시작한다. 2주차가 되면 농포가 말라서 딱지가 형성된다. 3주차에 딱지가 떨어지고 작은 흉터가 남는다.
바키니아 백신을 통해 만들어진 항체는 원두, 우두, 천연두를 비롯해 다른 오르토두창바이러스에 대한 예방력도 갖는다. 최초 접종 10일 후 항체의 무력화가 확인되며, 7일 후에 재접종을 받는다. 역사적으로 봤을 때 백신은 접종자의 95%의 천연두 감염을 막음으로써 천연두 예방에 탁월한 효과를 보였다. 천연두 백신은 이후 3 ~ 5년동안 높은 수준의 면역력을 제공하며, 그 이후 면역력은 점점 감소한다. 그 뒤에 다시 백신을 맞으면 면역력은 당연히 더 오래 지속된다. 1950년대 ~1960년대에 유럽에서 이루어진 천연두 연구에서는 10년 안에 백신을 맞은 사람들의 천연두 치사율은 1.3%였던 반면 11 ~ 20년 전에 백신을 맞은 사람들의 천연두 치사율은 7%, 20년보다 더 전에 백신을 맞은 사람들의 천연두 치사율은 11%였다. 한편 백신을 맞지 않은 사람들의 치사율은 52%에 달했다.

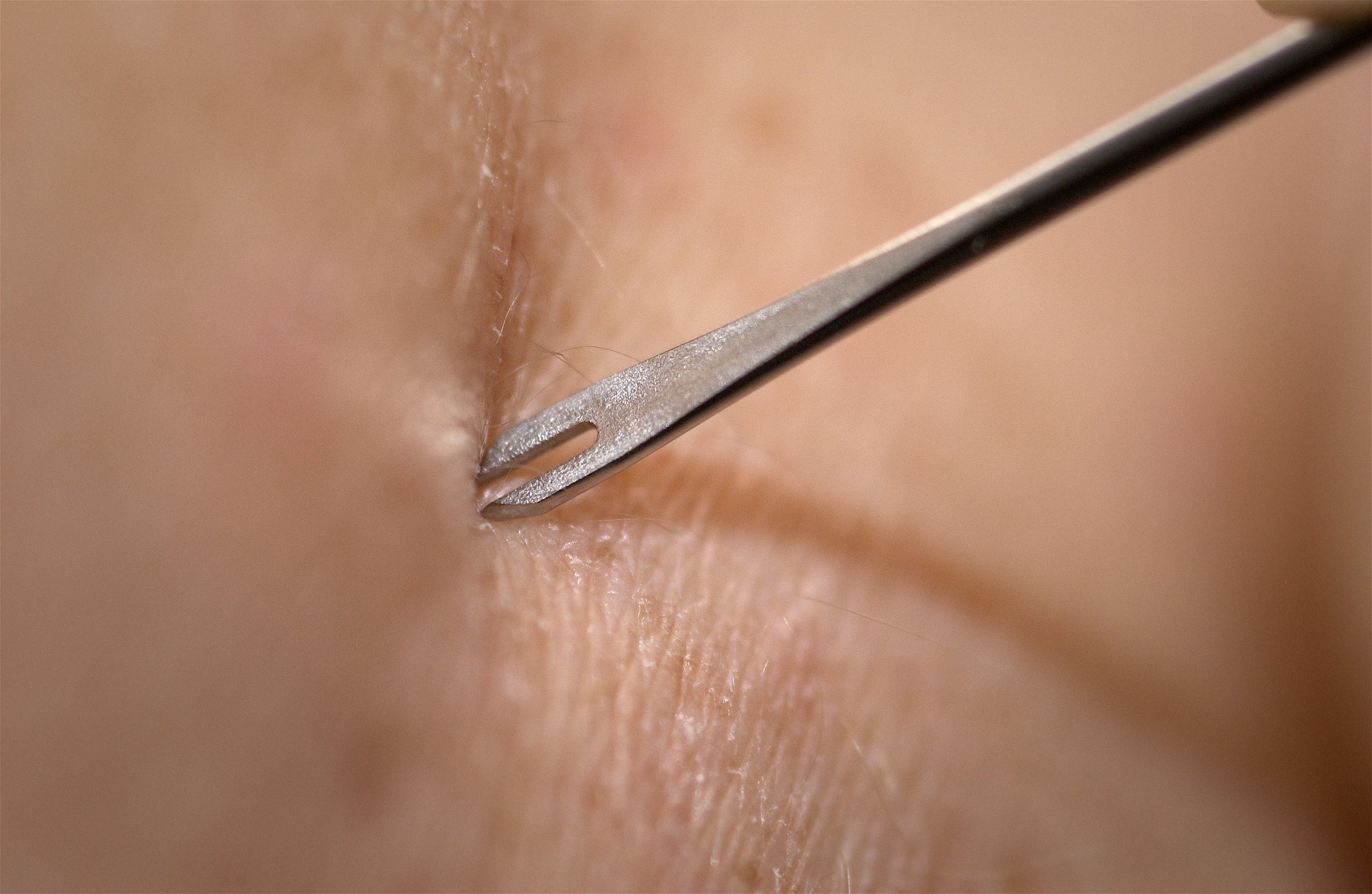
분지침을 사용해 천연두 백신을 놓는 모습. 2002년 촬영.

천연두 백신으로 인한 부작용이나 위험부담도 존재한다. 과거에는 백신을 맞은 사람 1,000명 중 1명꼴로 백신 접종 부위의 알레르기 반응(다형홍반), 바키니아 바이러스가 신체 다른 부위 또는 다른 사람에게 전파되는 등 심각하지만 생명은 위험하지 않은 증상을 나타냈다. 생명이 위험할 정도의 부작용은 백신을 처음 맞은 1백만 명 중 14 ~ 500명 꼴로 나타난다. 과거의 경험에 의거하건대, 1백만 명 중 한두 명(0.00198%)가 백신을 맞은 결과 죽었다. 사망 원인은 백신접종후 뇌염이나 접종부위의 심각한 괴사(소위 진행성 바키니아)였다.
이러한 위험부담이 있기 때문에 천연두가 박멸되고 천연두 자연감염으로 인한 사망자 수가 백신 부작용으로 인한 사망자 수 이하로 떨어지자 아동의 정기 백신 접종이 미국에선 1972년, 유럽 대부분의 나라에서 1970년대 중에 중단되었다. 의료계 종사자들의 정기 접종도 1976년 중단되었고, 군대 징집병들에 대한 접종도 1990년에 종료되었다(다만 중동과 한국의 징집병들은 여전히 접종을 받는다). 1986년이 되자 전세계 모든 나라에서 천연두 백신의 정기 접종이 중단되었다. 현재 천연두 예방접종은 사고로 바이러스에 노출될 위험이 있는 연구실 인력들에게 주로 권고되고 있다.

## 치료
대부분의 경우, 바이러스에 노출되고 3일 안에 백신을 맞으면 천연두 증세를 매우 유의미하게 감소시키거나 아예 나타나지 않게 할 수 있었다. 노출 이후 4 ~ 7일 기간에 백신을 맞으면 약간의 보호를 얻거나 증세를 다소 완화시킬 수 있었다. 백신을 제외하면 천연두 치료법은 상처를 치료하고 감염을 통제, 체액 보충, 환기 등의 대증치료가 주가 된다. 악성 천연두 및 출혈성 천연두는 체액교체 등 쇼크 대처법과 동일한 치료법이 사용된다. 준융합성 및 융합성 천연두는 광범위 화상과 유사한 치료법이 사용될 수 있다.
현재 천연두를 사후 치료할 수 있는 검증된 약물은 없다. 그러나 최후의 천연두 유행 이후 항바이러스제 치료가 매우 진보하였으며, 연구 결과는 키도포비르라는 항바이러스제가 치료제로 작용할 가능성을 시사하고 있다. 이 약은 정맥주사로 놓아야 하는데, 심각한 신장독을 발생시킬 수 있다는 위험부담이 있다.

## 예후

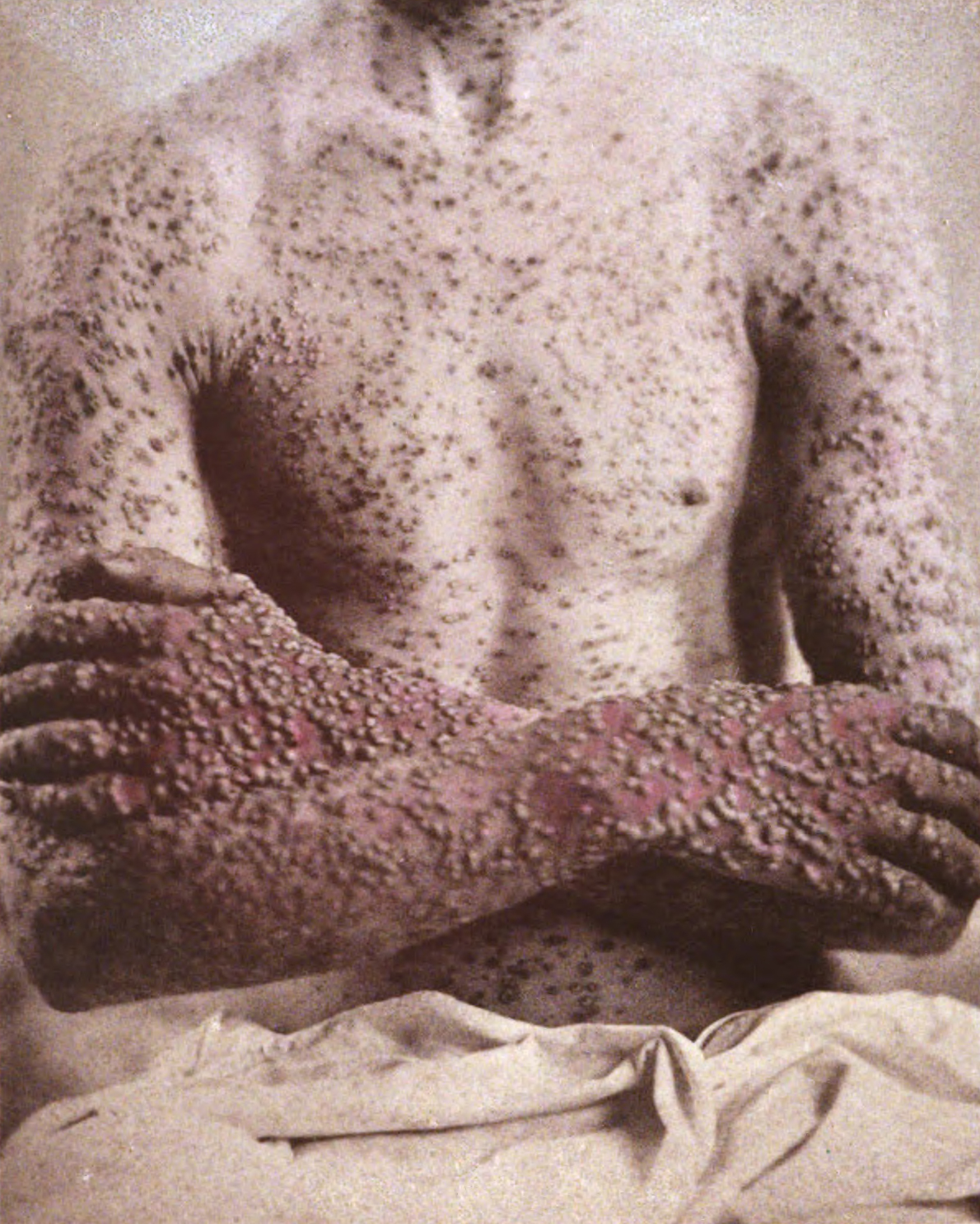
천연두 감염자. 1886년 촬영.

보통 유형 천연두의 치사율은 약 30%지만, 농포 분포에 따라 달라질 수 있었다. 보통 유형 융합성 천연두의 치사율은 50 ~ 75%이고, 보통 유형 준융합성 천연두는 약 25 ~ 50%였다. 발진이 이산적일 경우 치사율은 10% 이하였다. 1세 이하 영아의 치사율은 유형을 막론하고 40 ~ 50%이다. 출혈성 및 악성 천연두는 치사율이 매우 높았다. 악성 천연두의 치사율은 90% 이상이었고 출혈성 천연두의 치사율은 거의 100%였다. 소두창의 치사율은 1% 이하였다. 천연두바이러스가 만성적이거나 재발할 수 있다는 증거는 없다.
보통 유형 천연두가 치명적일 경우, 대개 감염 10일 ~ 16일차에 사망한다. 천연두로 인한 사망원인은 명확하지 않으나, 그 감염이 다수의 장기와 관련되어 있음은 밝혀졌다. 면역복합체 순환, 압도적 바이러스혈증, 통제불능의 면역반응 등이 죽음에 기여하는 요소들일 수 있다. 초기 출혈성 천연두의 경우 발열 이후 약 6일 정도에 갑자기 죽는다. 출혈성 천연두의 사망원인은 심부종이며, 때때로 폐부종이 수반될 수 있다. 말기 출혈성 천연두의 경우 지속적 바이러스혈증, 심각한 혈소판 감소, 면역반응의 무력화 등이 사망원인으로 거론되었다. 악성 천연두의 사망원인은 체액·단백질·전해액이 생명유지를 위해 필요한 양에 미달하거나, 전격성 패혈증이 일어나서 등 화상과 유사하다.

### 합병증
천연두 합병증은 주로 호흡계통에서 발생하며, 단순한 기관지염에서 죽을 지경의 폐렴까지 그 정도는 다양하다. 호흡기 합병증은 천연두에 걸리고 약 8일차 정도에 나타나기 시작하며 그 원인은 바이러스일 수도 있고 박테리아일 수도 있다. 피부의 박테리아 이차감염은 상대적으로 드문 천연두 합병증이다. 이런 일이 벌어질 경우 대개 고열이 유지된다.
그 외에 합병증으로는 성인에게 더 흔하고 일시적 장애를 유발할 수 있는 뇌염(500명 중 1명 꼴), 특히 얼굴에 두드러지는 영구적 흉터, 그리고 안구 관련 합병증(모든 사례 중 2%)이 있다. 눈꺼풀, 결막, 각막에 농포가 형성될 수 있으며 그 결과 결막염, 각막염, 각막궤양, 홍채염, 모양체염, 시신경위축증 등의 합병증이 발생할 수 있다. 각막염 및 각막궤양 발생자 중 35% ~ 40%가 실명했다. 출혈성 천연두는 결막하 출혈 및 망막 출혈을 발생시킬 수 있다. 아동기 천연두 환자의 2 ~ 5%가 비리온이 관절과 뼈에 닿아 천연두 골수염(osteomyelitis variolosa)을 일으켰다. 발진은 대칭적으로, 팔꿈치, 정강이뼈, 종아리뼈에 가장 많았으며 특징적인 골단을 유발하고 뚜렷한 골막 반응을 일으켰다. 부어오른 관절은 운동을 제한하고, 관절염의 결과 사지 변형, 강직증, 뼈의 기형화, 관절동요, 손가락 길이 감소 등이 일어날 수 있다.

## 역사

### 천연두 발생사

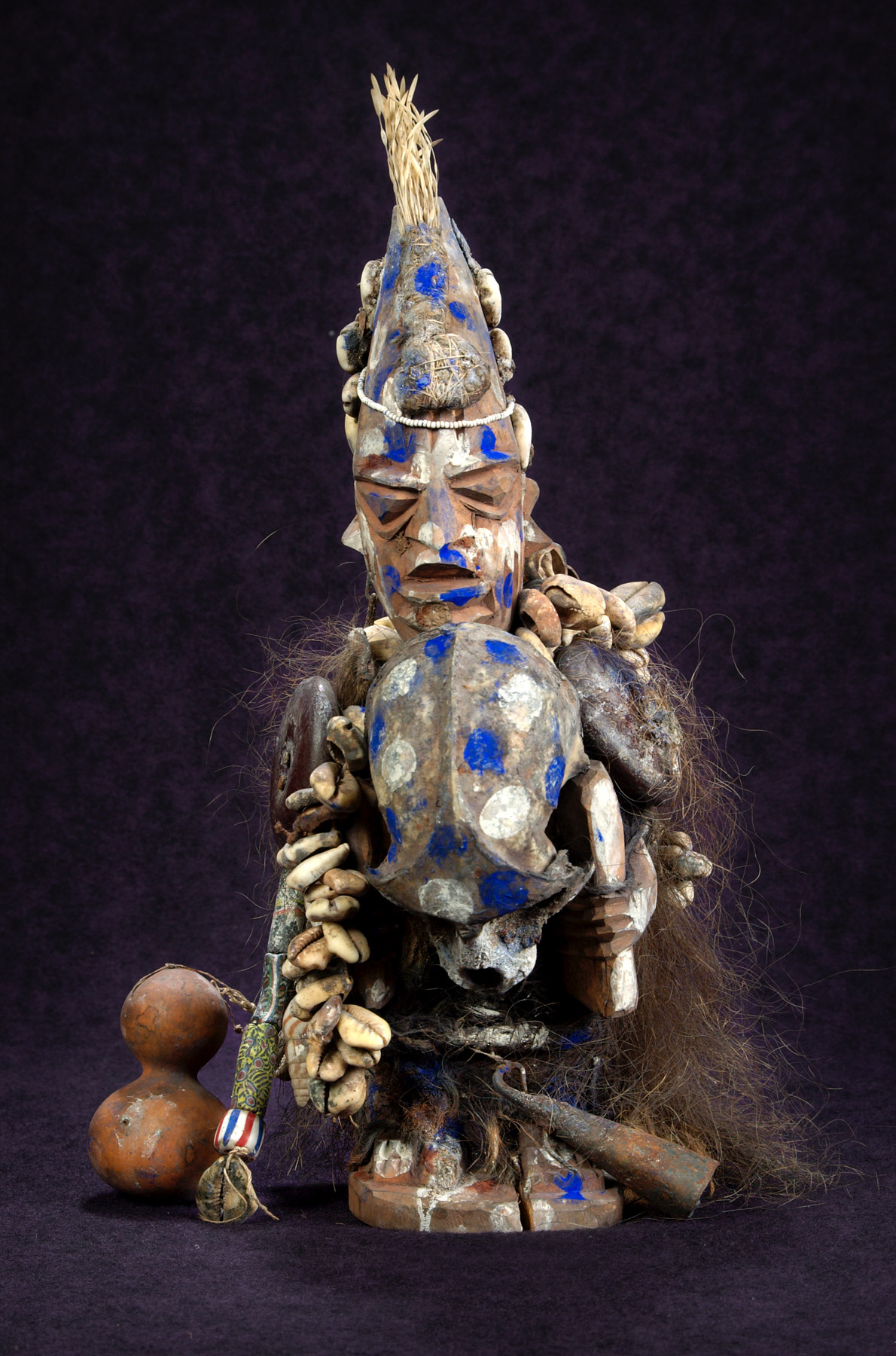
요루바교에서 질병을 일으킨다고 믿는 신 소포나 우상.

가장 이른 시기의 신뢰할 수 있는 천연두의 임상적 증거는 고대 인도의 문헌에 나타나는 천연두와 관련된 질병에 대한 기록(기원전 1500년경), 이집트 파라오 람세스 5세의 미라(기원전 1145년), 중국(기원전 1122년)이 있다. 기원전 제1천년기에 이집트 상인들이 천연두를 인도에 퍼뜨린 것으로 추측되며, 인도에서 천연두는 최근 2000년간 풍토병으로 맹위를 떨쳤다. 이후 기원전 1세기에 서남쪽을 통해 중국으로 천연두가 전파된 것으로 보이며, 6세기에 한국에서 일본으로 퍼졌다. 735~737년 천연두 유행은 당시 일본 인구의 3분의 1을 죽인 것으로 생각된다. 요루바교의 소포나, 힌두교의 시탈라 마타 여신 등 여러 종교의 신들이 천연두와 관련된 신으로 여겨졌다.

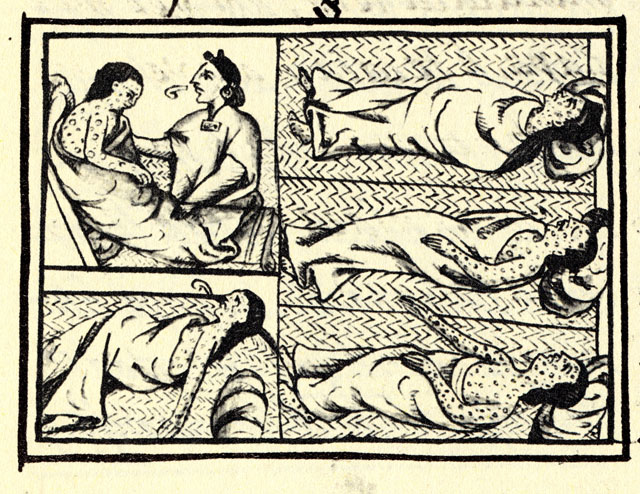
16세기 문헌 《플로렌티아의 서》 제12권의 삽화. 에스파냐의 멕시코 정복 이후 나후아족 사람들에게 천연두가 발병한 것을 묘사하고 있다.

천연두가 유럽과 동남아시아에 도달한 시기는 다소 불분명하다. 구약성경이나 신약성경, 그리스 로마 시대 문헌들에는 명확히 천연두라고 판단할 수 있을 만한 기록이 없다. 그러나 혹자는 아테네 역병(에티오피아와 이집트에서 유래했다고 함)이나 기원전 396년 카르타고가 시라쿠사 공성전 당시 시라쿠사의 포위를 풀게 만들었던 전염병이 천연두라고 추측하기도 한다. 그러나 다수의 학자들은 천연두 같은 심각한 질병이 당대 지중해 세계에 존재했다면 히포크라테스에게 기록되지 않았을 리 없다는 데 동의하고 있다.
기원후 161년 로마의 시리아 변경과 중국 북서부 변경에서 처음 보는 끔찍한 역병이 발병했다. 아직 확실하지는 않으나, 증인들의 서술을 살펴보면, 두 곳의 질병 모두 천연두로 보인다. 4세기 중국의 어느 의사는 이렇게 기록했다. “역병의 발진은 (중략) 머리와 얼굴, 몸통을 공격한다. 이 발진은 단시간에 온몸으로 퍼진다. 하얀 고름 같은 것이 들어 있는 종기처럼 생겼다. 이 수포가 사라지면서 다시 새 농포가 생기기도 한다. 초기에 치료하지 않으면 환자는 보통 죽는다. 회복된 사람에게는 자줏빛 흉터가 남는다.” 기원후 165년~180년 로마 제국을 휩쓴 안토니누스 역병이 천연두일 가능성이 있다.
기원후 200년경 이 역병은 이집트 사람 넷 중 하나의 목숨을 앗아갔고, 나머지 로마제국과 한나라에서 집계되지는 않았으나 엄청나게 많은 목숨을 빼앗았다. 거기서 끝나지도 않았다. 역병은 이후 150년 동안 얼추 한 세대에 한 번씩 계속 되돌아왔다. 250년 무렵 로마시에서는 하루에 5000명씩 죽어나갔다고 한다. 중국에서 최악의 시기는 310년에서 322년 사이였다.
랭스의 니카시우스는 450년 한바탕 벌어진 천연두 유행에서 살아남고 천연두 환자의 수호성인이 된 것으로 보인다. 또 투르의 그레고리우스는 580년 오늘날의 프랑스와 이탈리아 지방에서 유사한 전염병 유행이 있었음을 기록하였고 이때 "바리올라(variola)라는 말이 처음 사용되었다. 어떤 역사학자들은 7세기 ~ 8세기에 아랍 군대가 아프리카로부터 남서유럽으로 천연두를 옮겨왔다고 추측한다. 9세기 페르시아의 의사 무하마드 이븐 자카리야 아르라지(라제즈)가 《두창과 홍역의 서》(아랍어: Kitab fi al-jadari wa-al-hasbah)에서 최초로 천연두를 수두 및 홍역과 구분되는 질병임을 명확히 기록했다.
한나라, 쿠샨 제국, 페르시아 제국, 서로마 제국은 모두 200년에서 700년 사이에 멸망했다. 쇠퇴 규모는 때로 믿기 힘들 정도였다. 예컨대 550년 영국에는 80킬로미터를 통제할 수 있는 사회 조직과 정치 조직이 거의 남아 있지 않았다. 종교 단체들은 이런 혼돈의 공간으로 들어 가 국가의 실패로 생긴 공백을 메우고 방어와 식량 공급을 조직했을 뿐만 아니라 사람들에게 그들이 알아온 세계가 끝나가는 이유를 설명하기까지 했다. 이 사실은 기독교와 대승불교가 어떻게 기원후 1세기부터 5세기까지 각각 신도 수천만 명을 얻었는지 얼마간 설명해 준다.
중세가 되면 천연두는 유럽에서 주기적으로 발발했지만, 인구가 증가하기 전까지는 뿌리박지 못했고, 인구 증가 이후 십자군 시대가 되어 더욱 활발해졌다. 16세기가 되면 천연두는 유럽 전역에 확실히 자리를 잡았다. 인도, 중국, 유럽의 거주 지역에 전래된 천연두는 주로 아동들을 감염시켰으며 주기적으로 유행하여 감염자의 30% 정도를 죽였다. 유럽에 천연두가 자리 잡은 것은 역사적으로 특별한 중요성을 지닌다. 유럽인들의 탐험과 식민의 시대(대항해시대)가 시작되자 천연두는 유럽인들과 함께 세계의 나머지 지역들로 퍼졌다. 16세기, 천연두는 세계 전역에서 중요한 이환 및 사망 요소가 되었다.

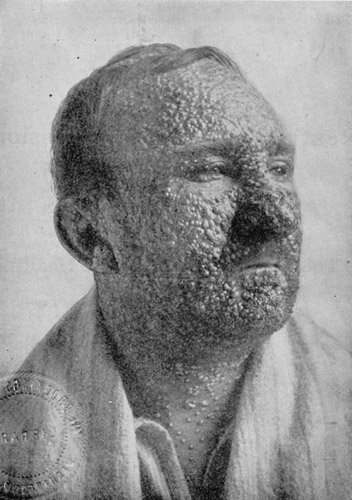
미국인 천연두 환자. 1912년 촬영

기원후 15세기 유럽인들의 탐험이 시작되기 전에 아메리카 대륙에 천연두와 유사한 질병이 있었다는 믿을 만한 증거는 없다. 1509년 캐리비안의 히스파니올라섬에 전래되었고, 1520년 히스파니올라의 에스파냐인들이 멕시코에 도착함으로써 미주 본토로 퍼졌다. 천연두는 아메리카 원주민들의 인구를 급감시켰고 에스파냐인들의 아스텍, 잉카 정복에 중요한 변수로 작용했다. 북미 동해안 정착(1633년 플리머스) 역시 북미 원주민들 사이의 천연두 창궐과 그로 인한 인구 감소를 야기했으며, 그 뒤 미주 현지에서 태어난 식민지인들도 천연두에 걸렸다. 미주 원주민들 사이의 천연두 치사율은 80 ~ 90%에 달했다. 호주에는 1789년에 한 번, 1829년에 재차 천연두가 전래되었다. 천연두는 호주대륙의 풍토병으로 자리잡지는 못했지만, 1780년에서 1870년 사이 어보리진 원주민들의 주요 사망원인이었다.
18세기 중반이 되면 천연두는 호주와 여러 작은 섬들을 제외한 전세계 모든 지역의 주요 풍토병으로 자리잡았다. 유럽의 경우 천연두는 18세기까지 주요 사망원인이었으며 매년 400,000 여명의 유럽인이 천연두로 죽었다. 매년 스웨덴의 유아 중 10% 이상이 천연두로 죽었고, 러시아의 유아사망률은 그보다도 높았다. 18세기 후기가 되면 중국과 영국 및 영국의 북미 식민지들을 비롯한 몇몇 국가에서 인두법이 광범위하게 사용되면서 부유층 사이의 천연두 영향은 다소 줄어들었다. 그러나 19세기 후기 종두법이 보편화되기 전에는 천연두 발생의 유의미한 감소는 없었다. 유럽과 북미에서는 발전된 백신과 백신 재접종을 통해 천연두 환자가 상당히 줄어들었다. 그러나 세계의 다른 지역에서는 거의 손을 놓고 있는 상황이었다. 19세기 말엽 직전, 미국과 남아프리카에서 훨씬 순한 천연두의 변종인 소두창 또는 작은마마(variola minor)가 나타났다. 소두창은 천연두(variola major)와 함께 20세기 중반까지 아프리카 여러 지역에서 함께 유행하면서도 여러 부분에서 달랐다. 소두창 환자는 경미한 증상만 나타냈으며 병에 걸린 상태에서도 걸어다닐 수 있었기 때문에 소두창은 더욱 쉽게 퍼졌다. 소두창 감염 생존자는 천연두에 대한 면역도 가지게 되었다. 이에 따라 미국, 캐나다, 남아메리카, 영국에 퍼진 소두창이 보다 지배적인 천연두 변종이 되었고 천연두의 치사율이 크게 감소했다.

### 천연두를 뿌리뽑다

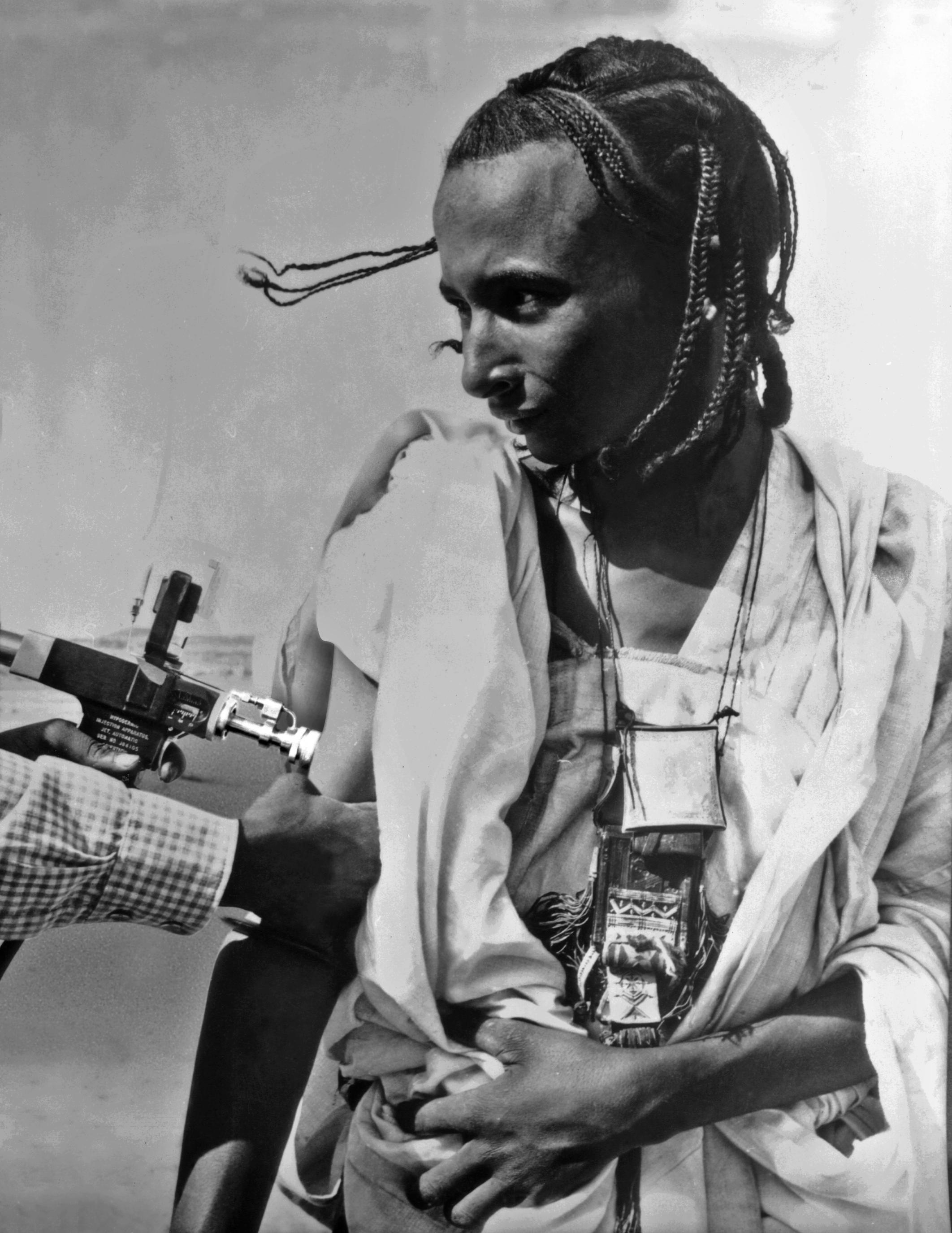
1969년 2월, 니제르에서 진행된 천연두 박멸 및 홍역 통제 작전 와중의 백신 접종.

각 지역 단위로 천연두를 근절하기 위한 다양한 시도들이 이루어졌고, 마침내 1796년 잉글랜드의 의사 에드워드 제너가 우두를 이용한 백신 접종의 효율성을 입증했다. 1800년 제너의 친구이자 동료 의사인 존 클린치가 뉴펀들랜드 주 트리니티에 백신을 들고 상륙함으로써 아메리카 대륙에 백신이 도입되었다. 1803년, 에스파냐 왕국에서 미주와 필리핀의 에스파냐 식민지들에 백신을 운반하는 임무(발미스 원정)를 조직했고 그 결과 대규모의 백신 접종을 이루었다. 미국 의회는 미국인 대중이 안전한 천연두 백신을 구할 수 있게 하기 위해 1813년 백신법을 통과시켰다. 1817년경까지 네덜란드령 동인도에서 매우 탄탄한 국가 주도의 백신 접종이 이루어졌다. 영국령 인도에서는 유럽인 관리들의 감독 하에 인도인 종두사들이 백신을 접종시키게 함으로써 백신을 전파했다. 그러나 인도 식민지에서의 백신 접종 노력은 현지인들의 인두법에 대한 선호와 종두법에 대한 불신으로 인하여 법적 강제와 백신의 효능 및 보존성 발전, 교육 노력에도 불구하고 좋은 결과를 거두지 못했으며, 특히 버마에서 그 정도가 심하였다. 1832년, 미국 연방정부는 원주민들에 대한 천연두 백신 접종 계획을 수립했다. 1842년, 영국은 인두법을 금지시키고 백신 접종을 의무화시켰다. 영국 정부는 1853년 법을 만들어 의무적 천연두 백신 접종을 도입했다. 1843년에서 1855년에 걸쳐 메사추세츠 주를 시작으로 미국의 여러 주들이 백신 접종을 의무화시켰다. 일각에서는 이러한 강제를 싫어했지만, 천연두에 대한 투쟁은 계속되어 부유한 국가들에서는 천연두가 줄어들기 시작했다. 북유럽에서는 여러 국가들이 1900년 이전까지 천연두를 근절했으며, 1914년이 되면 대부분의 선진 공업국가들에서의 천연두 발생은 상대적 저수준으로 감소했다. 천연두가 다시 전파되는 것을 막기 위해 선진 공업국가들의 백신 접종은 1970년대 중후반까지 계속되었다. 백신 접종에 참여치 않은 대표적인 국가로 호주와 뉴질랜드가 있다. 이들 국가는 천연두가 풍토병으로 자리 잡지도 않았고 대규모 백신 접종이 이루어진 적도 없다. 대신 다른 국가들로부터의 거리와 엄격한 검역으로 천연두에 대처했다.

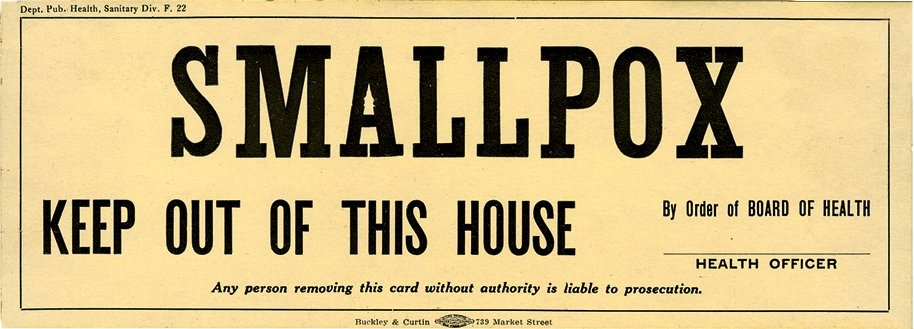
1910년경 캘리포니아의 천연두 검역명령서

범미주 보건기구(PAHO)는 1950년 서반구 전체적으로 천연두를 뿌리뽑기 위한 노력을 시작했다. 활동은 성공적이었고 아르헨티나, 브라질, 콜롬비아, 에콰도르를 제외한 모든 미주 국가들에서 천연두가 근절되었다. 1958년, 소련 보건성 차관 빅토르 즈다노프 교수가 천연두를 전세계적으로 뿌리뽑는 것을 목적으로 세계보건회의(WHA)를 요청했다. 그의 제안은 1959년 수용되었다(결의안 WHA11.54). 이 시기 매년 2백만 명의 사람들이 천연두로 사망하고 있었다. 그러나 천연두 근절을 위한 노력은 실망스러웠다. 특히 아프리카와 인도 아대륙에서 결과가 시원찮았다. 1966년 미국의 도널드 헨더슨의 주도로 국제 단체인 천연두 박멸단(SEU)이 만들어졌다. 1967년, 세계보건기구(WHO)는 매년 2천 4백만 달러를 투자하여 세계적인 천연두 박멸을 지원했고, 체코의 역학자 카렐 라슈카가 제안한 새로운 질병감시방법을 도입했다.

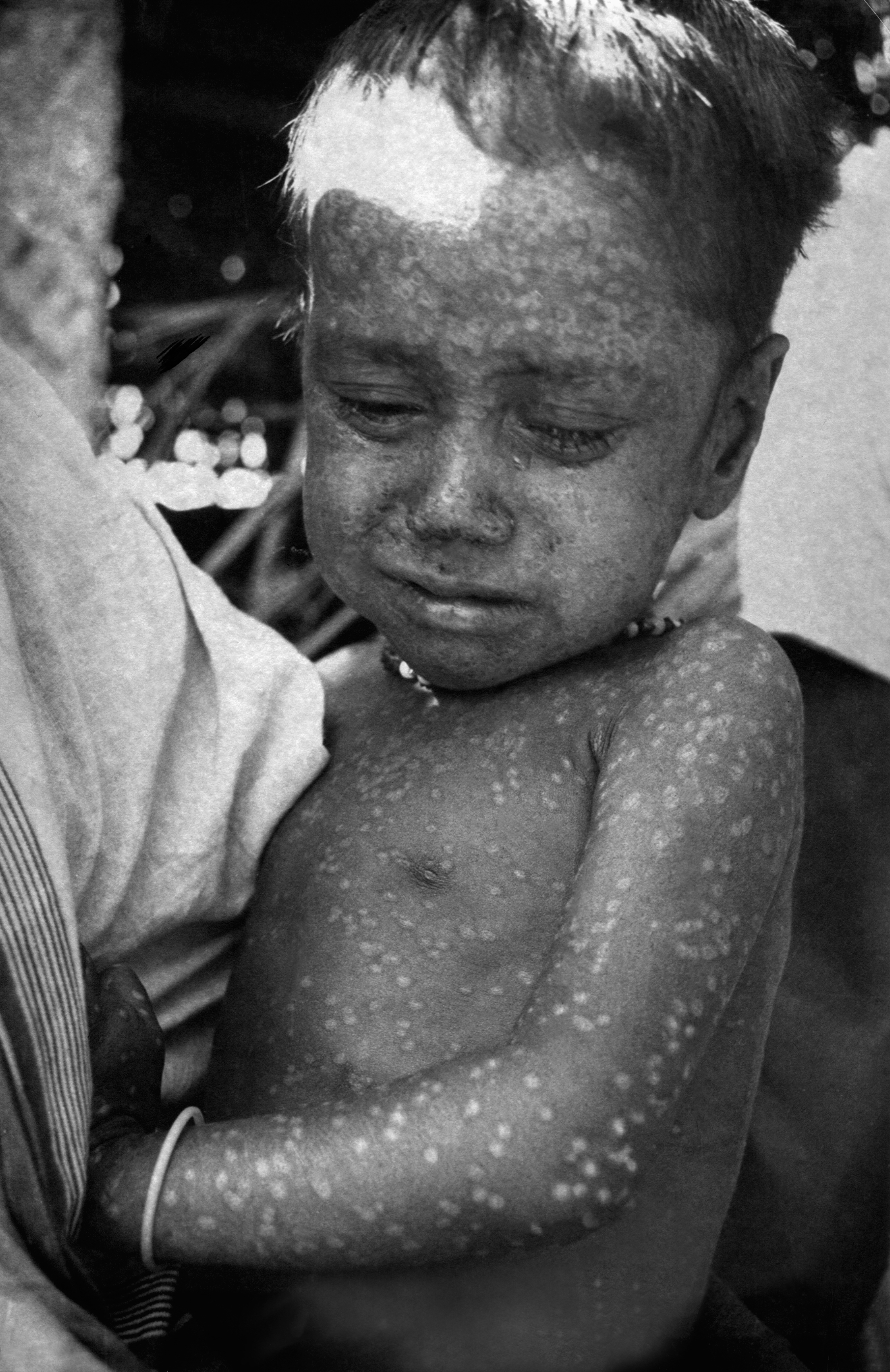
방글라데시의 라히마 바누(당시 2세)는 최후의 천연두(variola major) 자연감염자이다. 1975년 촬영.

1950년대 초, 전세계적으로 매년 5천만 명의 천연두 감염자가 발생하는 것으로 추산되었다. 천연두 박멸을 위해서는 각각의 유행 사례가 전파되는 것을 막아야 했고, 이를 위해 감염자를 격리시키고 근처에 사는 모든 이들에게 백신을 접종했다. 이 작업을 "고리 접종(ring vaccination)"이라고 불렀다. 이 전략의 핵심은 공동체의 감염자 감시와 격리였다. 많은 천연두 감염자들이 정부당국에 포착되지 않아 감염자들이 제대로 보고되지 않는 것이 WHO가 마주한 첫 문제였다. 인간이 천연두의 유일한 숙주이며 무증후성 보균자가 없다는 사실은 천연두 박멸에 중요한 역할을 했다. WHO는 각국의 감시 및 격리 활동을 지원하기 위한 네트워크를 만들었다. 초기에는 주로 소련과 미국에서 백신이 기증되었지만 1973년이 되면서 백신의 80%가 개발도상국에서 생산되었다.
유럽 최후의 천연두 유행은 1972년 유고슬라비아 천연두 유행이다. 한 코소보 사람이 중동에 순례를 갔다가 바이러스에 접촉, 그 뒤 코소보로 돌아간 것이 시발점이었다. 천연두 유행의 결과 175명이 감염되었고 그 중 35명이 죽었다. 유고 당국은 계엄령을 선언하고 검역을 강화하며 WHO의 도움을 받아 국민들에 대한 광범위한 백신 재접종을 수행했다. 그 결과 두 달 만에 유행은 사그라들었다. 그 이전에는 스웨덴 선원이 극동에서 천연두를 옮아 와 1963년 5월에서 7월에 걸쳐 스톡홀름에서 천연두가 발생한 적이 있다. 이때도 지역민들의 검역과 백신 접종으로 사태에 대처했다.
1975년 말이 되면 천연두가 버티고 있는 곳은 아프리카의 뿔밖에 남지 않았다. 도로가 거의 없는 에티오피아와 소말리아의 사정은 열악했다. 내전과 기근, 난민들 역시 일을 더욱 어렵게 만들었다. 1977년 초중반부터 호주의 미생물학자 프랭크 페너의 주도하에 이 두 나라에서 철두철미한 감시 및 격리 및 접종 작전이 실시되었다. 작전은 거의 목적을 달성했고, 페너와 그 팀은 천연두 박멸에 큰 역할을 해냈다. 최후의 소두창(Variola minor) 환자는 1977년 10월 26일 소말리아 메르카의 병원 요리사 알리 마오우 마알린이었다. 소두창보다 심각한 천연두(Variola major)의 최후의 자연감염자는 1975년 10월 방글라데시의 2세 여아 라히마 바누였다.
1979년 12월 9일부터 저명한 과학자들로 이루어진 위원단이 여러 국가에서의 철저한 확인작업을 한 결과, 천연두의 세계적 박멸은 확실해졌다. 마침내 1980년 5월 8일 세계보건총회(WHA)는 천연두의 박멸을 선언했다.

### 천연두 박멸 그 이후

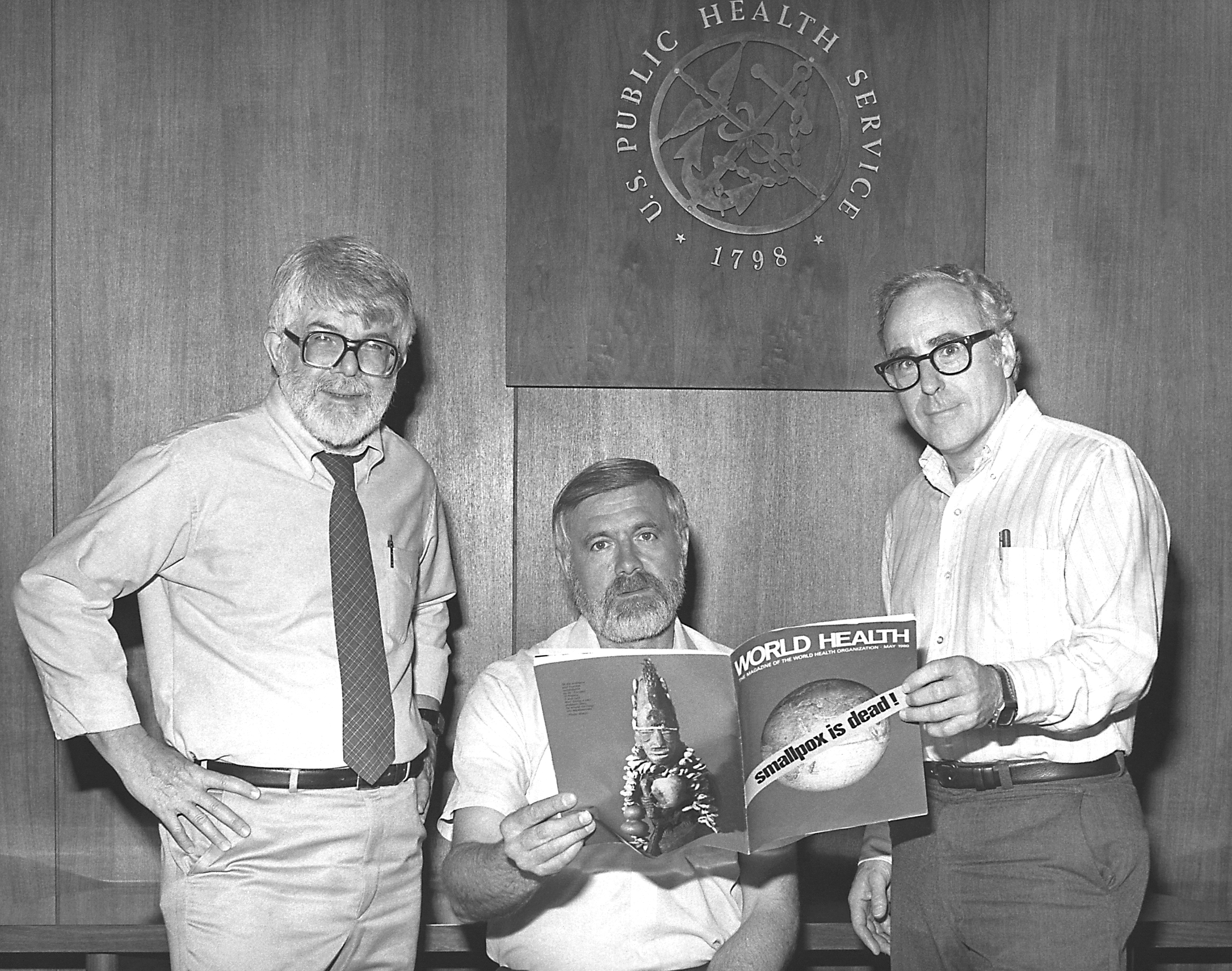
세계천연두박멸작전을 지휘했던 세 사람이 천연두가 전세계적으로 근절되었다는 뉴스를 읽고 있다. 1980년.

1978년 영국 버밍엄에서 최후의 천연두 감염자(자연이 아닌 실험실에서의 감염)가 두 명 발생했으며, 그 중 한 명은 치명적이었다. 의학사진가 재닛 파커는 버밍엄 의대에서 천연두에 감염되었고 1978년 9월 11일 죽었다. 당시 천연두 연구를 책임지던 과학자 헨리 베드슨(Henry Bedson) 박사는 자살했다. 이 사건을 고려하여 그때까지 보존되고 있던 천연두바이러스 표본들이 모두 파괴되거나 BSL-4 설비를 갖춘 WHO 지정 연구실들(미국 질병통제예방센터, 러시아 바이러스 및 박테리아 전염매개체 국립연구센터)로 옮겨졌다.
1986년, 세계보건기구는 처음으로 바이러스의 파괴를 권고했으며, 이후 1993년 12월 30일을 파괴 일자로 지정했다가 1999년 6월 30일로 연기했다. 미국과 러시아의 반대로 인해 2002년 세계보건회의는 특정 연구 목적으로 천연두바이러스 표본을 임시로 보유하는 것을 허가하는 데 동의했다. 현재 존재하는 표본들을 파괴하면 천연두 연구와 관련된 위험부담이 줄어들 것이다. 이 표본들은 천연두가 발생했을 때 그에 대응하기 위해서는 아무 쓸모도 없다. 일부 과학자들은 천연두바이러스 표본들이 새로운 백신이나 항바이러스제의 개발, 진단실험에 유용하게 사용될 수 있다고 주장한다. 그러나 2010년 WHO가 임명한 공중보건 전문가들로 구성된 평가반은 미국과 러시아가 천연두바이러스 표본을 계속 보유함으로써 그 표본을 이용할 수 있는 공공보건을 위한 필수적인 목적은 없다는 결론을 내렸다. 이 평가는 과학자 공동체, 특히 특히 WHO의 천연두 박멸작전에 참여했던 과학자들의 지지를 얻고 있다.
2004년 3월 뉴멕시코주 산타페에서 미국 내전 당시의 의료에 관한 책 한 권의 표지 속에 천연두 딱지들이 봉해져 있는 것이 발견되었다.
2014년 7월 메릴랜드주 베데스다에 소재한 국립보건원의 FDA 연구실에서 천연두바이러스 병 여러 개가 발견되었다.

## 사회문화적 영향

### 생화학전
프렌치 인디언 전쟁(1754년 ~ 1763년) 피트 요새 공성전 당시 영국군이 프랑스-원주민 동맹군에게 천연두를 생물무기로 사용했다. 실제로 천연두를 무기로 사용하는 것은 공식적으로 재가되었다. 영국군의 최고위 장교들을 비롯한 장교들은 원주민들에 대한 천연두 사용을 명령하고, 재가하고, 준비하고, 실행했다. 역사학자들은 영국군 수뇌부가 적들 사이에 천연두를 퍼뜨리기 위한 시도를 승인했음은 의심의 여지가 없으며 인디언들에게 천연두를 감염시킨 것은 영국의 의도적인 정책이었다고 말한다. 1763년 6월 24일, 지역 상인이자 피트 요새에 주둔한 민병 사령관이었던 윌리엄 트렌트(William Trent)는 다음과 같이 썼다. “그들에 대한 우리 입장을 고려하여, 우리는 천연두 병원에서 나온 모포 두 장과 손수건 한 장을 전달했다. 이것이 원하는 효과를 낼 수 있기를 바란다.” 프렌치 인디언 전쟁 당시 영국군의 생물무기로서 천연두가 얼마나 효과적이었는지는 알 수 없다. 또 미국 독립전쟁(1775년 ~1783년) 때도 천연두가 무기로 사용되었다는 기록들이 있다.
《호주학 저널》(Journal of Australian Studies; JAS)에 한 독립연구자가 제기한 설에 따르면, 1789년 영국 해병대는 뉴사우스웨일스의 원주민 부족들에게 천연두를 사용했다. 이 사건은 《의학사 회보》(Bulletin of the History of Medicine)와 데이비드 데이(David Day)의 저서 《대륙의 확보: 새로운 호주사》(Claiming a Continent: A New History of Australia)에서도 다루어진 바 있다. 영국인들이 호주 원주민들에게 천연두를 옮긴 것이 사실인지 또 사실이라면 고의적인 행위였는지 여부는 학계의 논쟁의 대상이 되고 있다. 존 카머디(John Carmody)는 이때 사용된 질병은 천연두보다는 수두였을 가능성이 높다고 주장한다.
제2차 세계 대전 당시 영국, 미국, 일본의 과학자들이 천연두바이러스를 이용한 생물무기 개발을 연구했다. 이러한 연구 시도 중 가장 유명한 것이 일본 육군의 731 부대이다. 그러나 이미 백신이 널리 보급된 시대였기 때문에 무기로서의 효용이 의심되어 천연두 무기의 대량생산은 이루어지지 않았다.
1947년 소련은 모스크바 북동쪽으로 75 킬로미터 떨어진 도시 자고르스크에 천연두 무기화 공장을 세웠다. 1971년에는 아랄해의 한 섬에서 실험을 진행하던 도중 무기화된 천연두가 누출되는 일도 있었다(아랄 해 천연두 사건). 일부에서는 이 사건의 최초 환자가 아랄 해의 선박부두가 위치한 두 도시 우얄리 또는 코콤소몰스크온우스티우르트를 방문했다가 감염되었다고 주장한다.
국제사회의 압박으로 인해 소련 정부는 1991년 영미 합동조사반이 비오프레파라트의 무기시설 4개소를 살펴보는 것을 허락했다. 소련 과학자들은 조사반에게 회피와 부인으로 일관했고, 조사반은 종래의 시설에서 쫓겨났다. 1992년 소련을 탈출한 켄 알리베크는 자고르스크에서 진행된 소련의 생물무기 계획에 의해 20톤 이상의 무기화된 천연두바이러스와 그것을 운반할 냉장탄두들이 쌓여 있다고 주장했다. 또 알리베크의 주장에 따르면 이 무기들은 백신에 저항성을 가지도록 개조되었을 수도 있다. 그러나 알리베크의 주장이 독립적 기관에 의해 입증된 적은 없다.
1997년, 러시아 정부는 그때까지 남아 있던 천연두바이러스 표본들을 모두 노보시비르스크주 콜트소보에 소재한 바이러스 및 박테리아 전염매개체 국립연구센터로 이동시킬 것이라고 발표했다. 소련이 붕괴하고 무기계획에 참여했던 과학자 다수가 실업자가 되면서 미국 정부는 천연두바이러스 및 그 무기화에 필요한 기술이 바이러스를 생물무기 수단으로 사용하고자 하는 다른 국가나 테러단체의 손에 들어갈 가능성을 우려하고 있다. 특히 이라크가 이런 의심의 대상이 되었으나, 아니었던 것으로 밝혀졌다.
일각에서는 존재하는 디지털 게놈을 이용해 인공 유전자 합성으로 천연두바이러스를 만들어내서 생물무기에 사용할 가능성을 걱정하기도 한다. 이론적으로는 근련관계에 있는 다른 두창바이러스 속에 합성된 천연두 DNA를 삽입하면 천연두바이러스를 만들어낼 수 있다. 이러한 위험을 없애기 위한 첫 단계는 남아 있는 천연두바이러스 표본들을 모조리 파괴하여 천연두바이러스의 보유를 완전히 불법화할 수 있도록 하는 것이다.

### 유명한 감염자

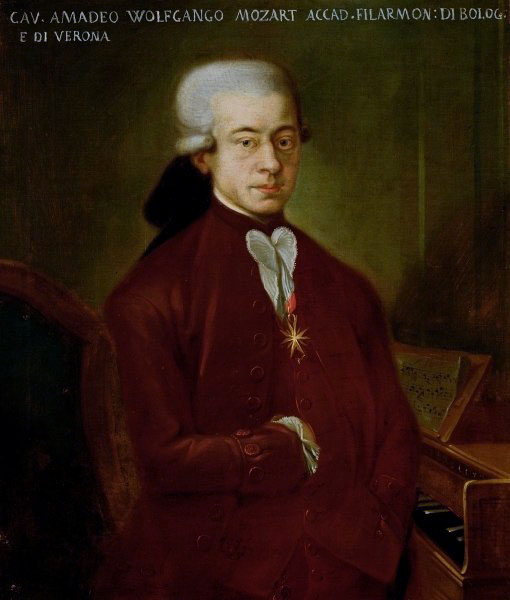
1767년, 11세의 볼프강 아마데우스 모차르트는 오스트리아의 천연두 유행 때 살아남았다. 이 천연두 유행으로 인해 신성로마황제 요제프 2세의 두 번째 아내 마리아 요제파와 오스트리아 여대공 마리아 요제파가 사망했다.

천연두를 앓은 유명한 인물로는 이집트 파라오 람세스 5세, 중국 황제 강희제(생존), 순치제(사망), 동치제(사망), 일본의 군벌 다테 마사무네(생존했으나 후유증으로 애꾸가 됨), 아스텍 테노치티틀란의 10대 틀라토아니(지배자) 쿠이틀라후악(1520년 사망), 잉카 황제 후아이나 카팍(1527년 사망) 등이 있다. 보다 최근 인물로는 제8대 시크 구루 구루 하르 크리샨(1664년), 러시아의 표트르 2세(1730년 사망), 미국 대통령 조지 워싱턴(생존), 프랑스 왕 루이 15세(1774년 사망),조선시대 실학자 정약용 (생존) 바이에른 선제후 막시밀리안 3세 요제프(1777년 사망) 등이 있다.

### 종교와 관습

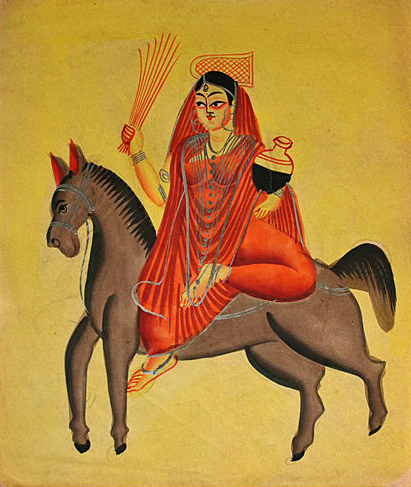
힌두교의 여신 시탈라는 천연두 예방과 치료를 목적으로 숭배되었다.

천연두의 무시무시함으로 인해 구세계 곳곳에는 천연두와 관련된 신(神)들이 숭배되었다. 중국에는 두진낭랑(痘疹娘娘)이라는 천연두의 여신이 있다. 중국인들 중 하층 계급인들은 여신의 심기를 거스르지 않고 그녀의 자비를 구하기 위해 적극적으로 행동했다. 천연두 물집을 “아름다운 꽃”이라고 부르는 완곡어법이 그러한 숭배행위의 사례이다. 섣달 그믐날(새해 전야)에는 어린이에게 두진낭랑이 붙지 않도록 하기 위해 못생긴 가면을 씌우고 재우는 풍습이 있었다. 천연두 감염자가 발생하면 환자의 집은 금줄이 쳐짐으로써 일종의 성역이 된다. 환자가 회복되면 금줄을 철거하여 종이로 만든 의자나 배에 싣고 불태운다. 환자가 회복되지 못하면 성역이 파괴되고  두진낭랑을 집에서 쫓아내기 위한 저주가 행해진다.
인도에서 천연두에 관한 기록은 기원후 400년경의 의학서까지 거슬러 올라간다. 이 책에서 설명하고 있는 한 질병은 유난히 천연두와 닮았다. 인도 역시 중국과 마찬가지로 천연두에 관련된 여신을 만들었다. 시탈라는 경외의 대상이자 동시에 공포의 대상이었다. 이 여신은 악하면서 동시에 선하여, 분노했을 때는 병을 일으키는 한편 병자의 열을 내려 주기도 한다고 믿어졌다. 시탈라 여신을 묘사한 그림들을 보면 오른손에 병을 몰고 다니는 빗자루를 들고 왼손에는 환자들을 진정시켜 주는 냉수 단지를 들고 있다. 시탈라를 모시는 사원들이 만들어졌고, 건강한 자나 병든 자나 모두 천연두로부터 보호받기 위해 사원을 찾아 여신을 숭배했다. 일부 인도 여성들은 시탈라를 쫓기 위한 방책으로 지붕 위에 음식을 식히는 접시와 물동이를 올려두기도 했다.
천연두의 신이 존재하지 않는 문화권에서는 천연두를 일으키는 악마가 존재하여 병의 원인으로 지목되었다. 이러한 믿음은 일본(포창신), 유럽, 아프리카를 비롯한 세계 다른 곳들에서 두드러진다. 거의 모든 문화권에서 이러한 천연두 악마는 붉은색을 두려워한다. 하여 환자와 환자의 방을 붉은색으로 꾸미는 요법이 만들어졌고, 이 관습은 12세기에 유럽으로 전래되어 프랑스의 샤를 5세, 잉글랜드의 엘리자베스 1세도 사용했다. 이러한 믿음은 1930년대까지 지속되었다.

## 같이 보기
- 1837년 대평원 천연두 유행
- 아랄 해 천연두 사건
- 생물전
- CCR5-Δ32
- 콜럼버스의 교환
- 집단 면역
- 아메리카 원주민의 인구사
- 포창신